# Rdeči seznam IUCN izumrlih vrst
15. decembra 2015 je bilo v Rdečem seznamu IUCN uvrščenih 861 izumrlih vrst, podvrst in varietet, populacij in subpopulacij.

## Živali (Animalia)
| ID vrste | Deblo           | Razred             | Red                | Družina             | Vrsta                                   | Leto vrednotenja |
| -------- | --------------- | ------------------ | ------------------ | ------------------- | --------------------------------------- | ---------------- |
| 41254    | Annelida        | Clitellata         | Haplotaxida        | Megascolecidae      | Hypolimnus pedderensis                  | 2003             |
| 82       | Arthropoda      | Insecta            | Ephemeroptera      | Acanthametropodidae | Acanthametropus pecatonica              | 1996             |
| 611      | Arthropoda      | Maxillopoda        | Cyclopoida         | Cyclopidae          | Afrocyclops pauliani                    | 1996             |
| 704      | Arthropoda      | Insecta            | Lepidoptera        | Noctuidae           | Agrotis crinigera                       | 1996             |
| 705      | Arthropoda      | Insecta            | Lepidoptera        | Noctuidae           | Agrotis fasciata                        | 1996             |
| 706      | Arthropoda      | Insecta            | Lepidoptera        | Noctuidae           | Agrotis kerri                           | 1996             |
| 707      | Arthropoda      | Insecta            | Lepidoptera        | Noctuidae           | Agrotis laysanensis                     | 1996             |
| 708      | Arthropoda      | Insecta            | Lepidoptera        | Noctuidae           | Agrotis photophila                      | 1996             |
| 709      | Arthropoda      | Insecta            | Lepidoptera        | Noctuidae           | Agrotis procellaris                     | 1996             |
| 879      | Arthropoda      | Insecta            | Plecoptera         | Chloroperlidae      | Alloperla roberti                       | 1996             |
| 2100     | Arthropoda      | Insecta            | Lepidoptera        | Argyresthiidae      | Argyresthia castaneela                  | 1996             |
| 153825   | Arthropoda      | Malacostraca       | Decapoda           | Cambaridae          | Cambarellus alvarezi                    | 2010             |
| 153621   | Arthropoda      | Malacostraca       | Decapoda           | Cambaridae          | Cambarellus chihuahuae                  | 2010             |
| 3719     | Arthropoda      | Insecta            | Diptera            | Dolichopodidae      | Campsicnemus mirabilis                  | 1996             |
| 196771   | Arthropoda      | Arachnida          | Opiliones          | Podoctidae          | Centrobunus braueri                     | 2014             |
| 4961     | Arthropoda      | Insecta            | Hemiptera          | Pseudococcidae      | Clavicoccus erinaceus                   | 1996             |
| 5111     | Arthropoda      | Insecta            | Lepidoptera        | Coleophoridae       | Coleophora leucochrysella               | 1996             |
| 5261     | Arthropoda      | Insecta            | Orthoptera         | Acrididae           | Conozoa hyalina                         | 1996             |
| 6331     | Arthropoda      | Insecta            | Lepidoptera        | Lycaenidae          | Deloneura immaculata                    | 1996             |
| 201462   | Arthropoda      | Arachnida          | Holothyroidae      | Holothyridae        | Dicrogonatus gardineri                  | 2014             |
| 6844     | Arthropoda      | Insecta            | Diptera            | Drosophilidae       | Drosophila lanaiensis                   | 1996             |
| 6862     | Arthropoda      | Insecta            | Coleoptera         | Curculionidae       | Dryophthorus distinguendus              | 2014             |
| 7028     | Arthropoda      | Insecta            | Lepidoptera        | Nepticulidae        | Ectodemia castaneae                     | 1996             |
| 7029     | Arthropoda      | Insecta            | Lepidoptera        | Nepticulidae        | Ectodemia phleophaga                    | 1996             |
| 201472   | Arthropoda      | Diplopoda          | Spirobolida        | Pachybolidae        | Eucarlia alluaudi                       | 2014             |
| 9000     | Arthropoda      | Insecta            | Lepidoptera        | Pyralidae           | Genophantis leahi                       | 1996             |
| 9244     | Arthropoda      | Insecta            | Lepidoptera        | Lycaenidae          | Glaucopsyche xerces                     | 1996             |
| 9808     | Arthropoda      | Insecta            | Lepidoptera        | Noctuidae           | Helicoverpa confusa                     | 1996             |
| 9809     | Arthropoda      | Insecta            | Lepidoptera        | Noctuidae           | Helicoverpa minuta                      | 1996             |
| 21460734 | Arthropoda      | Arachnida          | Opiliones          | Phalangodidae       | Hirstienus nanus                        | 2014             |
| 10332    | Arthropoda      | Insecta            | Trichoptera        | Hydropsychidae      | Hydropsyche tobiasi                     | 2014             |
| 10345    | Arthropoda      | Insecta            | Coleoptera         | Dytiscidae          | Hygrotus artus                          | 1996             |
| 10637    | Arthropoda      | Insecta            | Lepidoptera        | Noctuidae           | Hypena laysanensis                      | 1996             |
| 10641    | Arthropoda      | Insecta            | Lepidoptera        | Noctuidae           | Hypena newelli                          | 1996             |
| 10639    | Arthropoda      | Insecta            | Lepidoptera        | Noctuidae           | Hypena plagiota                         | 1996             |
| 10640    | Arthropoda      | Insecta            | Lepidoptera        | Noctuidae           | Hypena senicula                         | 1996             |
| 11073    | Arthropoda      | Insecta            | Dermaptera         | Labiduridae         | Labidura herculeana                     | 2014             |
| 11537    | Arthropoda      | Insecta            | Lepidoptera        | Lycaenidae          | Lepidochrysops hypopolia                | 1996             |
| 11919    | Arthropoda      | Insecta            | Lepidoptera        | Zygaenidae          | Levuana irridescens                     | 1996             |
| 11934    | Arthropoda      | Insecta            | Lepidoptera        | Nymphalidae         | Libythea cinyras                        | 1996             |
| 11993    | Arthropoda      | Ostracoda          | Podocopida         | Cyprididae          | Liocypris grandis                       | 1996             |
| 197874   | Arthropoda      | Malacostraca       | Decapoda           | Palaemonidae        | Macrobrachium leptodactylus             | 2013             |
| 199495   | Arthropoda      | Insecta            | Blattodea          | Blattellidae        | Margatteoidea amoena                    | 2012             |
| 12922    | Arthropoda      | Insecta            | Coleoptera         | Carabidae           | Mecodema punctellum                     | 1996             |
| 12944    | Arthropoda      | Insecta            | Coleoptera         | Dytiscidae          | Megadytes ducalis                       | 1996             |
| 12953    | Arthropoda      | Insecta            | Odonata            | Coenagrionidae      | Megalagrion jugorum                     | 1996             |
| 51269349 | Arthropoda      | Insecta            | Orthoptera         | Acrididae           | Melanoplus spretus                      | 2014             |
| 21460777 | Arthropoda      | Arachnida          | Opiliones          | Zalmoxidae          | Metazalmoxis ferruginea                 | 2014             |
| 14316    | Arthropoda      | Ostracoda          | Podocopida         | Candonidae          | Namibcypris costata                     | 1996             |
| 14483    | Arthropoda      | Insecta            | Orthoptera         | Tettigoniidae       | Neduba extincta                         | 1996             |
| 15166    | Arthropoda      | Insecta            | Lepidoptera        | Pyralidae           | Oeobia sp. nov.                         | 1996             |
| 15144    | Arthropoda      | Insecta            | Coleoptera         | Curculionidae       | Oodemas laysanensis                     | 2014             |
| 201484   | Arthropoda      | Diplopoda          | Polydesmida        | Paradoxosomatidae   | Orthomorpha crinita                     | 2014             |
| 15867    | Arthropoda      | Malacostraca       | Decapoda           | Astacidae           | Pacifastacus nigrescens                 | 2010             |
| 40726    | Arthropoda      | Insecta            | Ephemeroptera      | Ephemeridae         | Pentagenia robusta                      | 1996             |
| 196773   | Arthropoda      | Arachnida          | Opiliones          | Podoctidae          | Peromona erinacea                       | 2014             |
| 17120    | Arthropoda      | Insecta            | Hemiptera          | Pseudococcidae      | Phyllococcus oahuensis                  | 1996             |
| 196288   | Arthropoda      | Arachnida          | Araneae            | Sparassidae         | Pleorotus braueri                       | 2014             |
| 18220    | Arthropoda      | Malacostraca       | Decapoda           | Cambaridae          | Procambarus angustatus                  | 2010             |
| 135292   | Arthropoda      | Insecta            | Phasmida           | Diapheromeridae     | Pseudobactricia ridleyi                 | 2008             |
| 19460    | Arthropoda      | Insecta            | Coleoptera         | Dytiscidae          | Rhantus novacaledoniae                  | 1996             |
| 19461    | Arthropoda      | Insecta            | Coleoptera         | Dytiscidae          | Rhantus orbignyi                        | 1996             |
| 19462    | Arthropoda      | Insecta            | Coleoptera         | Dytiscidae          | Rhantus papuanus                        | 1996             |
| 19695    | Arthropoda      | Insecta            | Trichoptera        | Rhyacophilidae      | Rhyacophila amabilis                    | 1996             |
| 19724    | Arthropoda      | Insecta            | Coleoptera         | Curculionidae       | Rhyncogonus bryani                      | 2014             |
| 20074    | Arthropoda      | Insecta            | Lepidoptera        | Geometridae         | Scotorythra megalophylla                | 1996             |
| 20075    | Arthropoda      | Insecta            | Lepidoptera        | Geometridae         | Scotorythra nesiotes                    | 1996             |
| 20207    | Arthropoda      | Insecta            | Coleoptera         | Dytiscidae          | Siettitia balsetensis                   | 1996             |
| 196768   | Arthropoda      | Arachnida          | Opiliones          | Podoctidae          | Sitalcicus gardineri                    | 2014             |
| 201488   | Arthropoda      | Diplopoda          | Spirobolida        | Spiroboleliidae     | Spirobolellus praslinus                 | 2014             |
| 196290   | Arthropoda      | Arachnida          | Araneae            | Sparassidae         | Stipax triangulifer                     | 2014             |
| 20867    | Arthropoda      | Insecta            | Diptera            | Tabanidae           | Stonemyia volutina                      | 1996             |
| 20995    | Arthropoda      | Malacostraca       | Amphipoda          | Crangonyctidae      | Stygobromus lucifugus                   | 1996             |
| 21250    | Arthropoda      | Malacostraca       | Decapoda           | Atyidae             | Syncaris pasadenae                      | 2013             |
| 196286   | Arthropoda      | Arachnida          | Araneae            | Sparassidae         | Thomasettia seychellana                 | 2014             |
| 21920    | Arthropoda      | Insecta            | Lepidoptera        | Tischeriidae        | Tischeria perplexa                      | 1996             |
| 22087    | Arthropoda      | Insecta            | Trichoptera        | Leptoceridae        | Triaenodes phalacris                    | 1996             |
| 22088    | Arthropoda      | Insecta            | Trichoptera        | Leptoceridae        | Triaenodes tridonata                    | 1996             |
| 22147    | Arthropoda      | Insecta            | Coleoptera         | Curculionidae       | Trigonoscuta rossi                      | 2014             |
| 22148    | Arthropoda      | Insecta            | Coleoptera         | Curculionidae       | Trigonoscuta yorbalindae                | 2014             |
| 22209    | Arthropoda      | Insecta            | Lepidoptera        | Geometridae         | Tritocleis microphylla                  | 1996             |
| 22379    | Arthropoda      | Maxillopoda        | Calanoida          | Diaptomidae         | Tropodiaptomus ctenopus                 | 1996             |
| 62184893 | Chordata        | Aves               | Strigiformes       | Strigidae           | Aegolius gradyi                         | 2014             |
| 787      | Chordata        | Actinopterygii     | Cypriniformes      | Cyprinidae          | Alburnus akili                          | 2014             |
| 19018670 | Chordata        | Actinopterygii     | Cypriniformes      | Cyprinidae          | Alburnus nicaeensis                     | 2014             |
| 813      | Chordata        | Mammalia           | Cetartiodactyla    | Bovidae             | Alcelaphus buselaphus ssp. buselaphus   | 2008             |
| 22691601 | Chordata        | Aves               | Columbiformes      | Columbidae          | Alectroenas nitidissimus                | 2014             |
| 62759683 | Chordata        | Aves               | Columbiformes      | Columbidae          | Alectroenas payandeei                   | 2014             |
| 22691052 | Chordata        | Aves               | Columbiformes      | Columbidae          | Alopecoenas ferrugineus                 | 2012             |
| 22691056 | Chordata        | Aves               | Columbiformes      | Columbidae          | Alopecoenas salamonis                   | 2012             |
| 22729490 | Chordata        | Aves               | Anseriformes       | Anatidae            | Alopochen kervazoi                      | 2012             |
| 22728658 | Chordata        | Aves               | Anseriformes       | Anatidae            | Alopochen mauritiana                    | 2012             |
| 22728705 | Chordata        | Aves               | Psittaciformes     | Psittacidae         | Amazona martinicana                     | 2012             |
| 22728701 | Chordata        | Aves               | Psittaciformes     | Psittacidae         | Amazona violacea                        | 2012             |
| 1119     | Chordata        | Reptilia           | Squamata           | Teiidae             | Ameiva cineracea                        | 1996             |
| 1120     | Chordata        | Reptilia           | Squamata           | Teiidae             | Ameiva major                            | 1996             |
| 166049   | Chordata        | Actinopterygii     | Cypriniformes      | Cyprinidae          | Anabarilius macrolepis                  | 2011             |
| 22728666 | Chordata        | Aves               | Anseriformes       | Anatidae            | Anas marecula                           | 2012             |
| 22728662 | Chordata        | Aves               | Anseriformes       | Anatidae            | Anas theodori                           | 2012             |
| 22728814 | Chordata        | Aves               | Passeriformes      | Meliphagidae        | Anthornis melanocephala                 | 2012             |
| 22728884 | Chordata        | Aves               | Gruiformes         | Rallidae            | Aphanapteryx bonasia                    | 2012             |
| 1848     | Chordata        | Actinopterygii     | Cyprinodontiformes | Cyprinodontidae     | Aphanius splendens                      | 2014             |
| 61225    | Chordata        | Actinopterygii     | Cyprinodontiformes | Poeciliidae         | Aplocheilichthys sp. nov. 'Naivasha'    | 2004             |
| 22710496 | Chordata        | Aves               | Passeriformes      | Sturnidae           | Aplonis corvina                         | 2012             |
| 22710511 | Chordata        | Aves               | Passeriformes      | Sturnidae           | Aplonis fusca                           | 2012             |
| 22710499 | Chordata        | Aves               | Passeriformes      | Sturnidae           | Aplonis mavornata                       | 2012             |
| 22724513 | Chordata        | Aves               | Psittaciformes     | Psittacidae         | Ara tricolor                            | 2012             |
| 54518    | Chordata        | Amphibia           | Anura              | Bufonidae           | Atelopus ignescens                      | 2004             |
| 54522    | Chordata        | Amphibia           | Anura              | Bufonidae           | Atelopus longirostris                   | 2004             |
| 54561    | Chordata        | Amphibia           | Anura              | Bufonidae           | Atelopus vogli                          | 2004             |
| 22728754 | Chordata        | Aves               | Gruiformes         | Rallidae            | Atlantisia podarces                     | 2012             |
| 61247    | Chordata        | Actinopterygii     | Cypriniformes      | Cyprinidae          | Barbus microbarbis                      | 2006             |
| 62183030 | Chordata        | Aves               | Accipitriformes    | Accipitridae        | Bermuteo avivorus                       | 2014             |
| 136805   | Chordata        | Mammalia           | Diprotodontia      | Potoroidae          | Bettongia pusilla                       | 2008             |
| 2864     | Chordata        | Reptilia           | Squamata           | Bolyeridae          | Bolyeria multocarinata                  | 1996             |
| 40791    | Chordata        | Reptilia           | Squamata           | Dipsadidae          | Borikenophis sanctaecrucis              | 1996             |
| 2885     | Chordata        | Mammalia           | Rodentia           | Echimyidae          | Boromys offella                         | 2008             |
| 2886     | Chordata        | Mammalia           | Rodentia           | Echimyidae          | Boromys torrei                          | 2008             |
| 136721   | Chordata        | Mammalia           | Cetartiodactyla    | Bovidae             | Bos primigenius                         | 2008             |
| 22728902 | Chordata        | Aves               | Passeriformes      | Sylviidae           | Bowdleria rufescens                     | 2012             |
| 3121     | Chordata        | Mammalia           | Rodentia           | Echimyidae          | Brotomys voratus                        | 2008             |
| 22728804 | Chordata        | Aves               | Procellariiformes  | Procellariidae      | Bulweria bifax                          | 2012             |
| 22728873 | Chordata        | Aves               | Gruiformes         | Rallidae            | Cabalus modestus                        | 2012             |
| 22734732 | Chordata        | Aves               | Columbiformes      | Columbidae          | Caloenas maculata                       | 2014             |
| 3626     | Chordata        | Mammalia           | Diprotodontia      | Potoroidae          | Caloprymnus campestris                  | 2008             |
| 22680418 | Chordata        | Aves               | Anseriformes       | Anatidae            | Camptorhynchus labradorius              | 2012             |
| 22728892 | Chordata        | Aves               | Falconiformes      | Falconidae          | Caracara lutosa                         | 2012             |
| 4097     | Chordata        | Reptilia           | Squamata           | Anguidae            | Celestus occiduus                       | 1996             |
| 4322     | Chordata        | Mammalia           | Peramelemorphia    | Chaeropodidae       | Chaeropus ecaudatus                     | 2008             |
| 22704348 | Chordata        | Aves               | Passeriformes      | Mohoidae            | Chaetoptila angustipluma                | 2012             |
| 4530     | Chordata        | Actinopterygii     | Cyprinodontiformes | Goodeidae           | Characodon garmani                      | 1996             |
| 4589     | Chordata        | Actinopterygii     | Cypriniformes      | Catostomidae        | Chasmistes muriei                       | 2013             |
| 22720622 | Chordata        | Aves               | Passeriformes      | Fringillidae        | Chaunoproctus ferreorostris             | 2012             |
| 9023     | Chordata        | Reptilia           | Testudines         | Testudinidae        | Chelonoidis nigra ssp. nigra            | 1996             |
| 62239833 | Chordata        | Aves               | Anseriformes       | Anatidae            | Chenonetta finschi                      | 2014             |
| 13152363 | Chordata        | Reptilia           | Squamata           | Scincidae           | Chioninia coctei                        | 2013             |
| 22728825 | Chordata        | Aves               | Passeriformes      | Fringillidae        | Chloridops kona                         | 2012             |
| 22687333 | Chordata        | Aves               | Caprimulgiformes   | Trochilidae         | Chlorostilbon bracei                    | 2012             |
| 22728709 | Chordata        | Aves               | Caprimulgiformes   | Trochilidae         | Chlorostilbon elegans                   | 2012             |
| 61345    | Chordata        | Actinopterygii     | Cypriniformes      | Cyprinidae          | Chondrostoma scodrense                  | 2006             |
| 22720840 | Chordata        | Aves               | Passeriformes      | Fringillidae        | Ciridops anna                           | 2012             |
| 62178398 | Chordata        | Aves               | Charadriiformes    | Scolopacidae        | Coenocorypha barrierensis               | 2014             |
| 22727515 | Chordata        | Aves               | Charadriiformes    | Scolopacidae        | Coenocorypha iredalei                   | 2014             |
| 62322970 | Chordata        | Aves               | Piciformes         | Picidae             | Colaptes oceanicus                      | 2014             |
| 22690222 | Chordata        | Aves               | Columbiformes      | Columbidae          | Columba jouyi                           | 2012             |
| 62254534 | Chordata        | Aves               | Columbiformes      | Columbidae          | Columba thiriouxi                       | 2014             |
| 22690218 | Chordata        | Aves               | Columbiformes      | Columbidae          | Columba versicolor                      | 2012             |
| 5223     | Chordata        | Mammalia           | Rodentia           | Muridae             | Conilurus albipes                       | 2008             |
| 22685776 | Chordata        | Aves               | Psittaciformes     | Psittacidae         | Conuropsis carolinensis                 | 2012             |
| 5361     | Chordata        | Actinopterygii     | Salmoniformes      | Salmonidae          | Coregonus alpenae                       | 1996             |
| 135556   | Chordata        | Actinopterygii     | Salmoniformes      | Salmonidae          | Coregonus bezola                        | 2008             |
| 135627   | Chordata        | Actinopterygii     | Salmoniformes      | Salmonidae          | Coregonus fera                          | 2008             |
| 135506   | Chordata        | Actinopterygii     | Salmoniformes      | Salmonidae          | Coregonus gutturosus                    | 2008             |
| 135671   | Chordata        | Actinopterygii     | Salmoniformes      | Salmonidae          | Coregonus hiemalis                      | 2008             |
| 5367     | Chordata        | Actinopterygii     | Salmoniformes      | Salmonidae          | Coregonus johannae                      | 1996             |
| 5371     | Chordata        | Actinopterygii     | Salmoniformes      | Salmonidae          | Coregonus nigripinnis                   | 1996             |
| 5380     | Chordata        | Actinopterygii     | Salmoniformes      | Salmonidae          | Coregonus oxyrinchus                    | 2008             |
| 135570   | Chordata        | Actinopterygii     | Salmoniformes      | Salmonidae          | Coregonus restrictus                    | 2008             |
| 5414     | Chordata        | Mammalia           | Rodentia           | Muridae             | Coryphomys buehleri                     | 2008             |
| 5438     | Chordata        | Actinopterygii     | Scorpaeniformes    | Cottidae            | Cottus echinatus                        | 2013             |
| 22678955 | Chordata        | Aves               | Galliformes        | Phasianidae         | Coturnix novaezelandiae                 | 2012             |
| 22684143 | Chordata        | Aves               | Cuculiformes       | Cuculidae           | Coua delalandei                         | 2012             |
| 56513    | Chordata        | Amphibia           | Anura              | Craugastoridae      | Craugastor chrysozetetes                | 2004             |
| 56588    | Chordata        | Amphibia           | Anura              | Craugastoridae      | Craugastor escoces                      | 2004             |
| 41320    | Chordata        | Mammalia           | Didelphimorphia    | Didelphidae         | Cryptonanus ignitus                     | 2008             |
| 136456   | Chordata        | Mammalia           | Carnivora          | Eupleridae          | Cryptoprocta spelea                     | 2015             |
| 9722     | Chordata        | Actinopterygii     | Perciformes        | Cichlidae           | Ctenochromis pectoralis                 | 1996             |
| 136658   | Chordata        | Mammalia           | Rodentia           | Abrocomidae         | Cuscomys oblativa                       | 2008             |
| 22728673 | Chordata        | Aves               | Psittaciformes     | Psittacidae         | Cyanoramphus ulietanus                  | 2012             |
| 22685182 | Chordata        | Aves               | Psittaciformes     | Psittacidae         | Cyanoramphus zealandicus                | 2012             |
| 173001   | Chordata        | Reptilia           | Squamata           | Iguanidae           | Cyclura onchiopsis                      | 2013             |
| 6061     | Chordata        | Reptilia           | Testudines         | Testudinidae        | Cylindraspis indica                     | 1996             |
| 6062     | Chordata        | Reptilia           | Testudines         | Testudinidae        | Cylindraspis inepta                     | 1996             |
| 6063     | Chordata        | Reptilia           | Testudines         | Testudinidae        | Cylindraspis peltastes                  | 1996             |
| 6064     | Chordata        | Reptilia           | Testudines         | Testudinidae        | Cylindraspis triserrata                 | 1996             |
| 6065     | Chordata        | Reptilia           | Testudines         | Testudinidae        | Cylindraspis vosmaeri                   | 1996             |
| 202375   | Chordata        | Actinopterygii     | Cyprinodontiformes | Cyprinodontidae     | Cyprinodon arcuatus                     | 2013             |
| 6177     | Chordata        | Actinopterygii     | Cyprinodontiformes | Cyprinodontidae     | Cyprinodon ceciliae                     | 1996             |
| 6176     | Chordata        | Actinopterygii     | Cyprinodontiformes | Cyprinodontidae     | Cyprinodon inmemoriam                   | 1996             |
| 6155     | Chordata        | Actinopterygii     | Cyprinodontiformes | Cyprinodontidae     | Cyprinodon latifasciatus                | 1996             |
| 6168     | Chordata        | Actinopterygii     | Cyprinodontiformes | Cyprinodontidae     | Cyprinodon spp.                         | 1996             |
| 6179     | Chordata        | Actinopterygii     | Cypriniformes      | Cyprinidae          | Cyprinus yilongensis                    | 2011             |
| 136451   | Chordata        | Mammalia           | Chiroptera         | Phyllostomidae      | Desmodus draculae                       | 2008             |
| 22733394 | Chordata        | Aves               | Gruiformes         | Rallidae            | Diaphorapteryx hawkinsi                 | 2012             |
| 39319    | Chordata        | Mammalia           | Perissodactyla     | Rhinocerotidae      | Diceros bicornis ssp. longipes          | 2011             |
| 22720852 | Chordata        | Aves               | Passeriformes      | Fringillidae        | Drepanis funerea                        | 2012             |
| 22720848 | Chordata        | Aves               | Passeriformes      | Fringillidae        | Drepanis pacifica                       | 2012             |
| 22724449 | Chordata        | Aves               | Struthioniformes   | Casuariidae         | Dromaius baudinianus                    | 2012             |
| 22728643 | Chordata        | Aves               | Struthioniformes   | Casuariidae         | Dromaius minor                          | 2012             |
| 62258591 | Chordata        | Aves               | Gruiformes         | Rallidae            | Dryolimnas augusti                      | 2014             |
| 6923     | Chordata        | Mammalia           | Carnivora          | Canidae             | Dusicyon australis                      | 2015             |
| 82337482 | Chordata        | Mammalia           | Carnivora          | Canidae             | Dusicyon avus                           | 2015             |
| 22720738 | Chordata        | Aves               | Passeriformes      | Fringillidae        | Dysmorodrepanis munroi                  | 2012             |
| 62307504 | Chordata        | Aves               | Psittaciformes     | Psittacidae         | Eclectus infectus                       | 2014             |
| 22690733 | Chordata        | Aves               | Columbiformes      | Columbidae          | Ectopistes migratorius                  | 2012             |
| 7705     | Chordata        | Actinopterygii     | Cyprinodontiformes | Cyprinodontidae     | Empetrichthys merriami                  | 2013             |
| 7962     | Chordata        | Mammalia           | Perissodactyla     | Equidae             | Equus hemionus ssp. hemippus            | 2015             |
| 7957     | Chordata        | Mammalia           | Perissodactyla     | Equidae             | Equus quagga ssp. quagga                | 2008             |
| 22728889 | Chordata        | Aves               | Gruiformes         | Rallidae            | Erythromachus leguati                   | 2012             |
| 8128     | Chordata        | Actinopterygii     | Perciformes        | Percidae            | Etheostoma sellare                      | 2013             |
| 135505   | Chordata        | Cephalaspidomorphi | Petromyzontiformes | Petromyzontidae     | Eudontomyzon sp. nov. 'migratory'       | 2008             |
| 8431     | Chordata        | Actinopterygii     | Cypriniformes      | Cyprinidae          | Evarra bustamantei                      | 1996             |
| 8432     | Chordata        | Actinopterygii     | Cypriniformes      | Cyprinidae          | Evarra eigenmanni                       | 1996             |
| 8433     | Chordata        | Actinopterygii     | Cypriniformes      | Cyprinidae          | Evarra tlahuacensis                     | 1996             |
| 22731930 | Chordata        | Aves               | Falconiformes      | Falconidae          | Falco duboisi                           | 2012             |
| 22710840 | Chordata        | Aves               | Passeriformes      | Sturnidae           | Fregilupus varius                       | 2012             |
| 22728769 | Chordata        | Aves               | Gruiformes         | Rallidae            | Fulica newtonii                         | 2014             |
| 8706     | Chordata        | Actinopterygii     | Cyprinodontiformes | Fundulidae          | Fundulus albolineatus                   | 2013             |
| 22728763 | Chordata        | Aves               | Gruiformes         | Rallidae            | Gallinula nesiotis                      | 2014             |
| 8888     | Chordata        | Actinopterygii     | Cyprinodontiformes | Poeciliidae         | Gambusia amistadensis                   | 2013             |
| 8891     | Chordata        | Actinopterygii     | Cyprinodontiformes | Poeciliidae         | Gambusia georgei                        | 2013             |
| 135637   | Chordata        | Actinopterygii     | Gasterosteiformes  | Gasterosteidae      | Gasterosteus crenobiontus               | 2008             |
| 8987     | Chordata        | Mammalia           | Cetartiodactyla    | Bovidae             | Gazella bilkis                          | 2008             |
| 8980     | Chordata        | Mammalia           | Cetartiodactyla    | Bovidae             | Gazella saudiya                         | 2008             |
| 9004     | Chordata        | Mammalia           | Rodentia           | Capromyidae         | Geocapromys columbianus                 | 2008             |
| 9003     | Chordata        | Mammalia           | Rodentia           | Capromyidae         | Geocapromys thoracatus                  | 2008             |
| 22704724 | Chordata        | Aves               | Passeriformes      | Acanthizidae        | Gerygone insularis                      | 2012             |
| 9183     | Chordata        | Actinopterygii     | Cypriniformes      | Cyprinidae          | Gila crassicauda                        | 2013             |
| 22693621 | Chordata        | Aves               | Charadriiformes    | Haematopodidae      | Haematopus meadewaldoi                  | 2012             |
| 22729133 | Chordata        | Aves               | Passeriformes      | Fringillidae        | Hemignathus ellisianus                  | 2012             |
| 22728910 | Chordata        | Aves               | Passeriformes      | Fringillidae        | Hemignathus obscurus                    | 2012             |
| 22720784 | Chordata        | Aves               | Passeriformes      | Fringillidae        | Hemignathus sagittirostris              | 2012             |
| 22708091 | Chordata        | Aves               | Passeriformes      | Callaeatidae        | Heteralocha acutirostris                | 2012             |
| 10025    | Chordata        | Mammalia           | Rodentia           | Echimyidae          | Heteropsomys insulans                   | 2008             |
| 10034    | Chordata        | Mammalia           | Rodentia           | Capromyidae         | Hexolobodon phenax                      | 2008             |
| 40783    | Chordata        | Mammalia           | Cetartiodactyla    | Hippopotamidae      | Hippopotamus guldbergi                  | 2014             |
| 40782    | Chordata        | Mammalia           | Cetartiodactyla    | Hippopotamidae      | Hippopotamus lemerlei                   | 2008             |
| 10168    | Chordata        | Mammalia           | Cetartiodactyla    | Bovidae             | Hippotragus leucophaeus                 | 2008             |
| 10254    | Chordata        | Reptilia           | Squamata           | Diplodactylidae     | Hoplodactylus delcourti                 | 1996             |
| 10303    | Chordata        | Mammalia           | Sirenia            | Dugongidae          | Hydrodamalis gigas                      | 2008             |
| 22692455 | Chordata        | Aves               | Gruiformes         | Rallidae            | Hypotaenidia dieffenbachii              | 2012             |
| 22692450 | Chordata        | Aves               | Gruiformes         | Rallidae            | Hypotaenidia pacifica                   | 2012             |
| 22728740 | Chordata        | Aves               | Gruiformes         | Rallidae            | Hypotaenidia poeciloptera               | 2012             |
| 22692447 | Chordata        | Aves               | Gruiformes         | Rallidae            | Hypotaenidia wakensis                   | 2012             |
| 59445    | Chordata        | Amphibia           | Caudata            | Salamandridae       | Hypselotriton wolterstorffi             | 2004             |
| 3172     | Chordata        | Amphibia           | Anura              | Bufonidae           | Incilius periglenes                     | 2008             |
| 10859    | Chordata        | Mammalia           | Rodentia           | Capromyidae         | Isolobodon montanus                     | 2008             |
| 10860    | Chordata        | Mammalia           | Rodentia           | Capromyidae         | Isolobodon portoricensis                | 2008             |
| 22697307 | Chordata        | Aves               | Pelecaniformes     | Ardeidae            | Ixobrychus novaezelandiae               | 2014             |
| 10946    | Chordata        | Mammalia           | Rodentia           | Cricetidae          | Juscelinomys candango                   | 2008             |
| 11038    | Chordata        | Mammalia           | Cetartiodactyla    | Bovidae             | Kobus leche ssp. robertsi               | 2008             |
| 11160    | Chordata        | Mammalia           | Diprotodontia      | Macropodidae        | Lagorchestes asomatus                   | 2008             |
| 11163    | Chordata        | Mammalia           | Diprotodontia      | Macropodidae        | Lagorchestes leporides                  | 2008             |
| 136452   | Chordata        | Mammalia           | Rodentia           | Chinchillidae       | Lagostomus crassus                      | 2013             |
| 11388    | Chordata        | Reptilia           | Squamata           | Tropiduridae        | Leiocephalus eremitus                   | 1996             |
| 11389    | Chordata        | Reptilia           | Squamata           | Tropiduridae        | Leiocephalus herminieri                 | 1996             |
| 11410    | Chordata        | Reptilia           | Squamata           | Scincidae           | Leiolopisma mauritiana                  | 1996             |
| 11577    | Chordata        | Actinopterygii     | Cypriniformes      | Cyprinidae          | Lepidomeda altivelis                    | 2013             |
| 19148    | Chordata        | Amphibia           | Anura              | Ranidae             | Lithobates fisheri                      | 2004             |
| 22728844 | Chordata        | Aves               | Psittaciformes     | Psittacidae         | Lophopsittacus bensoni                  | 2012             |
| 22728847 | Chordata        | Aves               | Psittaciformes     | Psittacidae         | Lophopsittacus mauritianus              | 2012             |
| 12625    | Chordata        | Mammalia           | Diprotodontia      | Macropodidae        | Macropus greyi                          | 2008             |
| 12651    | Chordata        | Mammalia           | Peramelemorphia    | Thylacomyidae       | Macrotis leucura                        | 2008             |
| 22728866 | Chordata        | Aves               | Strigiformes       | Strigidae           | Mascarenotus grucheti                   | 2012             |
| 22728856 | Chordata        | Aves               | Strigiformes       | Strigidae           | Mascarenotus murivorus                  | 2012             |
| 22728861 | Chordata        | Aves               | Strigiformes       | Strigidae           | Mascarenotus sauzieri                   | 2012             |
| 22685258 | Chordata        | Aves               | Psittaciformes     | Psittacidae         | Mascarinus mascarin                     | 2014             |
| 12980    | Chordata        | Mammalia           | Rodentia           | Cricetidae          | Megalomys desmarestii                   | 2008             |
| 12981    | Chordata        | Mammalia           | Rodentia           | Cricetidae          | Megalomys luciae                        | 2008             |
| 136657   | Chordata        | Mammalia           | Rodentia           | Cricetidae          | Megaoryzomys curioi                     | 2008             |
| 22680496 | Chordata        | Aves               | Anseriformes       | Anatidae            | Mergus australis                        | 2012             |
| 22691086 | Chordata        | Aves               | Columbiformes      | Columbidae          | Microgoura meeki                        | 2012             |
| 73       | Chordata        | Actinopterygii     | Cypriniformes      | Cyprinidae          | Mirogrex hulensis                       | 2014             |
| 22704329 | Chordata        | Aves               | Passeriformes      | Mohoidae            | Moho apicalis                           | 2012             |
| 22704335 | Chordata        | Aves               | Passeriformes      | Mohoidae            | Moho bishopi                            | 2012             |
| 22704323 | Chordata        | Aves               | Passeriformes      | Mohoidae            | Moho braccatus                          | 2012             |
| 22704342 | Chordata        | Aves               | Passeriformes      | Mohoidae            | Moho nobilis                            | 2012             |
| 39291    | Chordata        | Actinopterygii     | Cypriniformes      | Catostomidae        | Moxostoma lacerum                       | 2013             |
| 22728746 | Chordata        | Aves               | Gruiformes         | Rallidae            | Mundia elpenor                          | 2012             |
| 22708559 | Chordata        | Aves               | Passeriformes      | Turdidae            | Myadestes myadestinus                   | 2012             |
| 22708564 | Chordata        | Aves               | Passeriformes      | Turdidae            | Myadestes woahensis                     | 2012             |
| 22707354 | Chordata        | Aves               | Passeriformes      | Monarchidae         | Myiagra freycineti                      | 2012             |
| 22728841 | Chordata        | Aves               | Cuculiformes       | Cuculidae           | Nannococcyx psix                        | 2012             |
| 58390    | Chordata        | Amphibia           | Anura              | Dicroglossidae      | Nannophrys guentheri                    | 2004             |
| 22710836 | Chordata        | Aves               | Passeriformes      | Sturnidae           | Necropsar rodericanus                   | 2012             |
| 22728851 | Chordata        | Aves               | Psittaciformes     | Psittacidae         | Necropsittacus rodricanus               | 2014             |
| 13655    | Chordata        | Mammalia           | Carnivora          | Phocidae            | Neomonachus tropicalis                  | 2015             |
| 14576    | Chordata        | Mammalia           | Rodentia           | Cricetidae          | Neotoma anthonyi                        | 2008             |
| 14577    | Chordata        | Mammalia           | Rodentia           | Cricetidae          | Neotoma bunkeri                         | 2008             |
| 14580    | Chordata        | Mammalia           | Rodentia           | Cricetidae          | Neotoma martinensis                     | 2008             |
| 40784    | Chordata        | Mammalia           | Carnivora          | Mustelidae          | Neovison macrodon                       | 2008             |
| 22714587 | Chordata        | Aves               | Passeriformes      | Sylviidae           | Nesillas aldabrana                      | 2012             |
| 62257034 | Chordata        | Aves               | Columbiformes      | Columbidae          | Nesoenas cicur                          | 2014             |
| 22728712 | Chordata        | Aves               | Columbiformes      | Columbidae          | Nesoenas duboisi                        | 2012             |
| 22728722 | Chordata        | Aves               | Columbiformes      | Columbidae          | Nesoenas rodericanus                    | 2014             |
| 41313    | Chordata        | Mammalia           | Eulipotyphla       | Nesophontidae       | Nesophontes edithae                     | 2008             |
| 14672    | Chordata        | Mammalia           | Eulipotyphla       | Nesophontidae       | Nesophontes hypomicrus                  | 2008             |
| 136381   | Chordata        | Mammalia           | Eulipotyphla       | Nesophontidae       | Nesophontes major                       | 2008             |
| 14673    | Chordata        | Mammalia           | Eulipotyphla       | Nesophontidae       | Nesophontes micrus                      | 2008             |
| 14674    | Chordata        | Mammalia           | Eulipotyphla       | Nesophontidae       | Nesophontes paramicrus                  | 2008             |
| 14676    | Chordata        | Mammalia           | Eulipotyphla       | Nesophontidae       | Nesophontes zamicrus                    | 2008             |
| 14706    | Chordata        | Mammalia           | Rodentia           | Cricetidae          | Nesoryzomys darwini                     | 2008             |
| 14708    | Chordata        | Mammalia           | Rodentia           | Cricetidae          | Nesoryzomys indefessus                  | 2008             |
| 22684834 | Chordata        | Aves               | Psittaciformes     | Strigopidae         | Nestor productus                        | 2012             |
| 136692   | Chordata        | Mammalia           | Rodentia           | Cricetidae          | Noronhomys vespuccii                    | 2008             |
| 14861    | Chordata        | Mammalia           | Rodentia           | Muridae             | Notomys amplus                          | 2008             |
| 14864    | Chordata        | Mammalia           | Rodentia           | Muridae             | Notomys longicaudatus                   | 2008             |
| 14865    | Chordata        | Mammalia           | Rodentia           | Muridae             | Notomys macrotis                        | 2008             |
| 14866    | Chordata        | Mammalia           | Rodentia           | Muridae             | Notomys mordax                          | 2008             |
| 14881    | Chordata        | Actinopterygii     | Cypriniformes      | Cyprinidae          | Notropis amecae                         | 1996             |
| 14882    | Chordata        | Actinopterygii     | Cypriniformes      | Cyprinidae          | Notropis aulidion                       | 1996             |
| 14891    | Chordata        | Actinopterygii     | Cypriniformes      | Cyprinidae          | Notropis orca                           | 2013             |
| 14894    | Chordata        | Actinopterygii     | Cypriniformes      | Cyprinidae          | Notropis saladonis                      | 1996             |
| 14908    | Chordata        | Actinopterygii     | Siluriformes       | Ictaluridae         | Noturus trautmani                       | 2013             |
| 62286255 | Chordata        | Aves               | Pelecaniformes     | Ardeidae            | Nyctanassa carcinocatactes              | 2014             |
| 22728781 | Chordata        | Aves               | Pelecaniformes     | Ardeidae            | Nycticorax duboisi                      | 2012             |
| 22728777 | Chordata        | Aves               | Pelecaniformes     | Ardeidae            | Nycticorax mauritianus                  | 2012             |
| 22728787 | Chordata        | Aves               | Pelecaniformes     | Ardeidae            | Nycticorax megacephalus                 | 2012             |
| 15255    | Chordata        | Mammalia           | Rodentia           | Cricetidae          | Oligoryzomys victus                     | 2008             |
| 15331    | Chordata        | Mammalia           | Diprotodontia      | Macropodidae        | Onychogalea lunata                      | 2008             |
| 136540   | Chordata        | Mammalia           | Rodentia           | Cricetidae          | Oryzomys antillarum                     | 2008             |
| 15583    | Chordata        | Mammalia           | Rodentia           | Cricetidae          | Oryzomys nelsoni                        | 2008             |
| 15732    | Chordata        | Mammalia           | Cetartiodactyla    | Bovidae             | Ourebia ourebi ssp. kenyae              | 2008             |
| 136532   | Chordata        | Mammalia           | Primates           | Palaeopropithecidae | Palaeopropithecus ingens                | 2008             |
| 15949    | Chordata        | Actinopterygii     | Cyprinodontiformes | Poeciliidae         | Pantanodon madagascariensis             | 2004             |
| 41682    | Chordata        | Mammalia           | Carnivora          | Felidae             | Panthera tigris ssp. balica             | 2008             |
| 41681    | Chordata        | Mammalia           | Carnivora          | Felidae             | Panthera tigris ssp. sondaica           | 2008             |
| 41505    | Chordata        | Mammalia           | Carnivora          | Felidae             | Panthera tigris ssp. virgata            | 2011             |
| 22720823 | Chordata        | Aves               | Passeriformes      | Fringillidae        | Paroreomyza flammea                     | 2012             |
| 16527    | Chordata        | Reptilia           | Testudines         | Pelomedusidae       | Pelusios seychellensis                  | 2003             |
| 199838   | Chordata        | Mammalia           | Rodentia           | Cricetidae          | Pennatomys nivalis                      | 2011             |
| 16570    | Chordata        | Mammalia           | Peramelemorphia    | Peramelidae         | Perameles eremiana                      | 2008             |
| 16645    | Chordata        | Mammalia           | Rodentia           | Cricetidae          | Peromyscus pembertoni                   | 2008             |
| 22690062 | Chordata        | Aves               | Columbiformes      | Columbidae          | Pezophaps solitaria                     | 2012             |
| 22696750 | Chordata        | Aves               | Suliformes         | Phalacrocoracidae   | Phalacrocorax perspicillatus            | 2015             |
| 16925    | Chordata        | Reptilia           | Squamata           | Gekkonidae          | Phelsuma gigas                          | 1996             |
| 17078    | Chordata        | Amphibia           | Anura              | Hylidae             | Phrynomedusa fimbriata                  | 2004             |
| 22694856 | Chordata        | Aves               | Charadriiformes    | Alcidae             | Pinguinus impennis                      | 2012             |
| 17462    | Chordata        | Mammalia           | Rodentia           | Capromyidae         | Plagiodontia ipnaeum                    | 2008             |
| 180996   | Chordata        | Actinopterygii     | Siluriformes       | Schilbeidae         | Platytropius siamensis                  | 2013             |
| 29488    | Chordata        | Amphibia           | Caudata            | Plethodontidae      | Plethodon ainsworthi                    | 2004             |
| 22696615 | Chordata        | Aves               | Podicipediformes   | Podicipedidae       | Podiceps andinus                        | 2012             |
| 22696577 | Chordata        | Aves               | Podicipediformes   | Podicipedidae       | Podilymbus gigas                        | 2012             |
| 17874    | Chordata        | Actinopterygii     | Cypriniformes      | Cyprinidae          | Pogonichthys ciscoides                  | 2013             |
| 22732926 | Chordata        | Aves               | Passeriformes      | Monarchidae         | Pomarea fluxa                           | 2012             |
| 22732936 | Chordata        | Aves               | Passeriformes      | Monarchidae         | Pomarea nukuhivae                       | 2012             |
| 22724444 | Chordata        | Aves               | Passeriformes      | Monarchidae         | Pomarea pomarea                         | 2012             |
| 22692801 | Chordata        | Aves               | Gruiformes         | Rallidae            | Porphyrio albus                         | 2012             |
| 22728726 | Chordata        | Aves               | Gruiformes         | Rallidae            | Porphyrio caerulescens                  | 2014             |
| 22728732 | Chordata        | Aves               | Gruiformes         | Rallidae            | Porphyrio kukwiedei                     | 2012             |
| 22728833 | Chordata        | Aves               | Gruiformes         | Rallidae            | Porphyrio mantelli                      | 2012             |
| 62263064 | Chordata        | Aves               | Gruiformes         | Rallidae            | Porphyrio paepae                        | 2014             |
| 18103    | Chordata        | Mammalia           | Diprotodontia      | Potoroidae          | Potorous platyops                       | 2008             |
| 18135    | Chordata        | Actinopterygii     | Cyprinodontiformes | Poeciliidae         | Priapella bonita                        | 1996             |
| 18338    | Chordata        | Mammalia           | Lagomorpha         | Prolagidae          | Prolagus sardus                         | 2008             |
| 62289108 | Chordata        | Aves               | Charadriiformes    | Scolopacidae        | Prosobonia cancellata                   | 2014             |
| 22728772 | Chordata        | Aves               | Charadriiformes    | Scolopacidae        | Prosobonia ellisi                       | 2012             |
| 22693330 | Chordata        | Aves               | Charadriiformes    | Scolopacidae        | Prosobonia leucoptera                   | 2012             |
| 18384    | Chordata        | Actinopterygii     | Osmeriformes       | Retropinnidae       | Prototroctes oxyrhynchus                | 2014             |
| 22685156 | Chordata        | Aves               | Psittaciformes     | Psittacidae         | Psephotellus pulcherrimus               | 2014             |
| 18564    | Chordata        | Mammalia           | Rodentia           | Muridae             | Pseudomys glaucus                       | 2008             |
| 18551    | Chordata        | Mammalia           | Rodentia           | Muridae             | Pseudomys gouldii                       | 2008             |
| 58811    | Chordata        | Amphibia           | Anura              | Rhacophoridae       | Pseudophilautus adspersus               | 2004             |
| 58835    | Chordata        | Amphibia           | Anura              | Rhacophoridae       | Pseudophilautus dimbullae               | 2004             |
| 58839    | Chordata        | Amphibia           | Anura              | Rhacophoridae       | Pseudophilautus eximius                 | 2004             |
| 58840    | Chordata        | Amphibia           | Anura              | Rhacophoridae       | Pseudophilautus extirpo                 | 2004             |
| 58852    | Chordata        | Amphibia           | Anura              | Rhacophoridae       | Pseudophilautus halyi                   | 2004             |
| 58855    | Chordata        | Amphibia           | Anura              | Rhacophoridae       | Pseudophilautus hypomelas               | 2004             |
| 58862    | Chordata        | Amphibia           | Anura              | Rhacophoridae       | Pseudophilautus leucorhinus             | 2004             |
| 136000   | Chordata        | Amphibia           | Anura              | Rhacophoridae       | Pseudophilautus maia                    | 2008             |
| 58869    | Chordata        | Amphibia           | Anura              | Rhacophoridae       | Pseudophilautus malcolmsmithi           | 2004             |
| 58877    | Chordata        | Amphibia           | Anura              | Rhacophoridae       | Pseudophilautus nanus                   | 2004             |
| 58878    | Chordata        | Amphibia           | Anura              | Rhacophoridae       | Pseudophilautus nasutus                 | 2004             |
| 58883    | Chordata        | Amphibia           | Anura              | Rhacophoridae       | Pseudophilautus oxyrhynchus             | 2004             |
| 136163   | Chordata        | Amphibia           | Anura              | Rhacophoridae       | Pseudophilautus pardus                  | 2008             |
| 58895    | Chordata        | Amphibia           | Anura              | Rhacophoridae       | Pseudophilautus rugatus                 | 2004             |
| 58919    | Chordata        | Amphibia           | Anura              | Rhacophoridae       | Pseudophilautus stellatus               | 2004             |
| 58924    | Chordata        | Amphibia           | Anura              | Rhacophoridae       | Pseudophilautus temporalis              | 2004             |
| 58931    | Chordata        | Amphibia           | Anura              | Rhacophoridae       | Pseudophilautus variabilis              | 2004             |
| 58938    | Chordata        | Amphibia           | Anura              | Rhacophoridae       | Pseudophilautus zal                     | 2004             |
| 58939    | Chordata        | Amphibia           | Anura              | Rhacophoridae       | Pseudophilautus zimmeri                 | 2004             |
| 40747    | Chordata        | Actinopterygii     | Cypriniformes      | Cyprinidae          | Pseudophoxinus handlirschi              | 2014             |
| 22728696 | Chordata        | Aves               | Psittaciformes     | Psittacidae         | Psittacara labati                       | 2012             |
| 22685465 | Chordata        | Aves               | Psittaciformes     | Psittacidae         | Psittacula exsul                        | 2012             |
| 22685437 | Chordata        | Aves               | Psittaciformes     | Psittacidae         | Psittacula wardi                        | 2012             |
| 22728800 | Chordata        | Aves               | Procellariiformes  | Procellariidae      | Pterodroma rupinarum                    | 2012             |
| 18718    | Chordata        | Mammalia           | Chiroptera         | Pteropodidae        | Pteropus brunneus                       | 2008             |
| 18749    | Chordata        | Mammalia           | Chiroptera         | Pteropodidae        | Pteropus pilosus                        | 2008             |
| 18761    | Chordata        | Mammalia           | Chiroptera         | Pteropodidae        | Pteropus subniger                       | 2008             |
| 18763    | Chordata        | Mammalia           | Chiroptera         | Pteropodidae        | Pteropus tokudae                        | 2008             |
| 22691495 | Chordata        | Aves               | Columbiformes      | Columbidae          | Ptilinopus mercierii                    | 2012             |
| 44504    | Chordata        | Actinopterygii     | Perciformes        | Cichlidae           | Ptychochromis onilahy                   | 2004             |
| 44513    | Chordata        | Actinopterygii     | Perciformes        | Cichlidae           | Ptychochromoides itasy                  | 2004             |
| 22724314 | Chordata        | Aves               | Passeriformes      | Icteridae           | Quiscalus palustris                     | 2012             |
| 22690059 | Chordata        | Aves               | Columbiformes      | Columbidae          | Raphus cucullatus                       | 2012             |
| 19344    | Chordata        | Mammalia           | Rodentia           | Muridae             | Rattus macleari                         | 2009             |
| 19351    | Chordata        | Mammalia           | Rodentia           | Muridae             | Rattus nativitatis                      | 2009             |
| 19475    | Chordata        | Amphibia           | Anura              | Myobatrachidae      | Rheobatrachus silus                     | 2004             |
| 19476    | Chordata        | Amphibia           | Anura              | Myobatrachidae      | Rheobatrachus vitellinus                | 2004             |
| 19490    | Chordata        | Actinopterygii     | Cypriniformes      | Cyprinidae          | Rhinichthys deaconi                     | 2013             |
| 19661    | Chordata        | Actinopterygii     | Siluriformes       | Trichomycteridae    | Rhizosomichthys totae                   | 1996             |
| 22720745 | Chordata        | Aves               | Passeriformes      | Fringillidae        | Rhodacanthis flaviceps                  | 2012             |
| 22720749 | Chordata        | Aves               | Passeriformes      | Fringillidae        | Rhodacanthis palmeri                    | 2012             |
| 135636   | Chordata        | Actinopterygii     | Cypriniformes      | Cyprinidae          | Romanogobio antipai                     | 2008             |
| 4288     | Chordata        | Mammalia           | Cetartiodactyla    | Cervidae            | Rucervus schomburgki                    | 2015             |
| 61190    | Chordata        | Actinopterygii     | Salmoniformes      | Salmonidae          | Salmo pallaryi                          | 2006             |
| 19873    | Chordata        | Actinopterygii     | Salmoniformes      | Salmonidae          | Salvelinus agassizii                    | 1996             |
| 135421   | Chordata        | Actinopterygii     | Salmoniformes      | Salmonidae          | Salvelinus neocomensis                  | 2008             |
| 135539   | Chordata        | Actinopterygii     | Salmoniformes      | Salmonidae          | Salvelinus profundus                    | 2008             |
| 22689496 | Chordata        | Aves               | Strigiformes       | Strigidae           | Sceloglaux albifacies                   | 2012             |
| 20322    | Chordata        | Mammalia           | Eulipotyphla       | Solenodontidae      | Solenodon marcanoi                      | 2008             |
| 21120    | Chordata        | Actinopterygii     | Cypriniformes      | Cyprinidae          | Stypodon signifer                       | 1996             |
| 22696558 | Chordata        | Aves               | Podicipediformes   | Podicipedidae       | Tachybaptus rufolavatus                 | 2012             |
| 21286    | Chordata        | Reptilia           | Squamata           | Scincidae           | Tachygyia microlepis                    | 2012             |
| 21530    | Chordata        | Amphibia           | Anura              | Myobatrachidae      | Taudactylus diurnus                     | 2004             |
| 61394    | Chordata        | Actinopterygii     | Cypriniformes      | Cyprinidae          | Telestes ukliva                         | 2006             |
| 21663    | Chordata        | Reptilia           | Squamata           | Gerrhosauridae      | Tetradactylus eastwoodae                | 1996             |
| 22728791 | Chordata        | Aves               | Pelecaniformes     | Threskiornithidae   | Threskiornis solitarius                 | 2012             |
| 21866    | Chordata        | Mammalia           | Dasyuromorphia     | Thylacinidae        | Thylacinus cynocephalus                 | 2008             |
| 22698593 | Chordata        | Aves               | Passeriformes      | Acanthisittidae     | Traversia lyalli                        | 2012             |
| 62274163 | Chordata        | Aves               | Gruiformes         | Rallidae            | Tribonyx hodgenorum                     | 2014             |
| 60792    | Chordata        | Actinopterygii     | Perciformes        | Cichlidae           | Tristramella intermedia                 | 2006             |
| 61365    | Chordata        | Actinopterygii     | Perciformes        | Cichlidae           | Tristramella magdelainae                | 2006             |
| 61372    | Chordata        | Actinopterygii     | Perciformes        | Cichlidae           | Tristramella sacra                      | 2014             |
| 22708835 | Chordata        | Aves               | Passeriformes      | Turdidae            | Turdus ravidus                          | 2012             |
| 22705595 | Chordata        | Aves               | Passeriformes      | Turnagridae         | Turnagra capensis                       | 2012             |
| 22728820 | Chordata        | Aves               | Passeriformes      | Turnagridae         | Turnagra tanagra                        | 2012             |
| 22607    | Chordata        | Reptilia           | Squamata           | Typhlopidae         | Typhlops cariei                         | 1996             |
| 22728670 | Chordata        | Aves               | Bucerotiformes     | Upupidae            | Upupa antaios                           | 2012             |
| 22698580 | Chordata        | Aves               | Passeriformes      | Acanthisittidae     | Xenicus longipes                        | 2012             |
| 136515   | Chordata        | Mammalia           | Primates           | Pitheciidae         | Xenothrix mcgregori                     | 2008             |
| 23164    | Chordata        | Actinopterygii     | Perciformes        | Cichlidae           | Xystichromis bayoni                     | 1996             |
| 41667    | Chordata        | Mammalia           | Carnivora          | Otariidae           | Zalophus japonicus                      | 2015             |
| 22728760 | Chordata        | Aves               | Gruiformes         | Rallidae            | Zapornia astrictocarpus                 | 2012             |
| 22692708 | Chordata        | Aves               | Gruiformes         | Rallidae            | Zapornia monasa                         | 2012             |
| 22728757 | Chordata        | Aves               | Gruiformes         | Rallidae            | Zapornia nigra                          | 2012             |
| 22692672 | Chordata        | Aves               | Gruiformes         | Rallidae            | Zapornia palmeri                        | 2012             |
| 22692693 | Chordata        | Aves               | Gruiformes         | Rallidae            | Zapornia sandwichensis                  | 2012             |
| 22708535 | Chordata        | Aves               | Passeriformes      | Turdidae            | Zoothera terrestris                     | 2012             |
| 22714223 | Chordata        | Aves               | Passeriformes      | Zosteropidae        | Zosterops strenuus                      | 2012             |
| 167      | Mollusca        | Gastropoda         | Stylommatophora    | Achatinellidae      | Achatinella abbreviata                  | 1996             |
| 211      | Mollusca        | Gastropoda         | Stylommatophora    | Achatinellidae      | Achatinella apexfulva ssp. vittata      | 1996             |
| 170      | Mollusca        | Gastropoda         | Stylommatophora    | Achatinellidae      | Achatinella buddii                      | 1996             |
| 210      | Mollusca        | Gastropoda         | Stylommatophora    | Achatinellidae      | Achatinella bulimoides ssp. rosea       | 1996             |
| 173      | Mollusca        | Gastropoda         | Stylommatophora    | Achatinellidae      | Achatinella caesia                      | 1996             |
| 174      | Mollusca        | Gastropoda         | Stylommatophora    | Achatinellidae      | Achatinella casta                       | 1996             |
| 179      | Mollusca        | Gastropoda         | Stylommatophora    | Achatinellidae      | Achatinella decora                      | 1996             |
| 180      | Mollusca        | Gastropoda         | Stylommatophora    | Achatinellidae      | Achatinella dimorpha                    | 1996             |
| 181      | Mollusca        | Gastropoda         | Stylommatophora    | Achatinellidae      | Achatinella elegans                     | 1996             |
| 184      | Mollusca        | Gastropoda         | Stylommatophora    | Achatinellidae      | Achatinella juddii                      | 1996             |
| 185      | Mollusca        | Gastropoda         | Stylommatophora    | Achatinellidae      | Achatinella juncea                      | 1996             |
| 186      | Mollusca        | Gastropoda         | Stylommatophora    | Achatinellidae      | Achatinella lehuiensis                  | 1996             |
| 189      | Mollusca        | Gastropoda         | Stylommatophora    | Achatinellidae      | Achatinella livida                      | 1996             |
| 192      | Mollusca        | Gastropoda         | Stylommatophora    | Achatinellidae      | Achatinella papyracea                   | 1996             |
| 198      | Mollusca        | Gastropoda         | Stylommatophora    | Achatinellidae      | Achatinella spaldingi                   | 1996             |
| 202      | Mollusca        | Gastropoda         | Stylommatophora    | Achatinellidae      | Achatinella thaanumi                    | 1996             |
| 204      | Mollusca        | Gastropoda         | Stylommatophora    | Achatinellidae      | Achatinella valida                      | 1996             |
| 524      | Mollusca        | Gastropoda         | Stylommatophora    | Helicarionidae      | Advena campbelli                        | 1996             |
| 780      | Mollusca        | Bivalvia           | Unionoida          | Unionidae           | Alasmidonta mccordi                     | 2011             |
| 777      | Mollusca        | Bivalvia           | Unionoida          | Unionidae           | Alasmidonta robusta                     | 2000             |
| 778      | Mollusca        | Bivalvia           | Unionoida          | Unionidae           | Alasmidonta wrightiana                  | 2000             |
| 989      | Mollusca        | Gastropoda         | Stylommatophora    | Amastridae          | Amastra albolabris                      | 1996             |
| 990      | Mollusca        | Gastropoda         | Stylommatophora    | Amastridae          | Amastra cornea                          | 1996             |
| 991      | Mollusca        | Gastropoda         | Stylommatophora    | Amastridae          | Amastra crassilabrum                    | 1996             |
| 992      | Mollusca        | Gastropoda         | Stylommatophora    | Amastridae          | Amastra elongata                        | 1996             |
| 993      | Mollusca        | Gastropoda         | Stylommatophora    | Amastridae          | Amastra forbesi                         | 1996             |
| 994      | Mollusca        | Gastropoda         | Stylommatophora    | Amastridae          | Amastra pellucida                       | 1996             |
| 995      | Mollusca        | Gastropoda         | Stylommatophora    | Amastridae          | Amastra porcus                          | 1996             |
| 996      | Mollusca        | Gastropoda         | Stylommatophora    | Amastridae          | Amastra reticulata                      | 1996             |
| 997      | Mollusca        | Gastropoda         | Stylommatophora    | Amastridae          | Amastra subrostrata                     | 1996             |
| 998      | Mollusca        | Gastropoda         | Stylommatophora    | Amastridae          | Amastra subsoror                        | 1996             |
| 999      | Mollusca        | Gastropoda         | Stylommatophora    | Amastridae          | Amastra tenuispira                      | 1996             |
| 1000     | Mollusca        | Gastropoda         | Stylommatophora    | Amastridae          | Amastra umbilicata                      | 1996             |
| 1164     | Mollusca        | Gastropoda         | Architaenioglossa  | Neocyclotidae       | Amphicyclotulus guadeloupensis          | 1996             |
| 1168     | Mollusca        | Gastropoda         | Hygrophila         | Planorbidae         | Amphigyra alabamensis                   | 2000             |
| 11768    | Mollusca        | Gastropoda         | Sorbeoconcha       | Pleuroceridae       | Athearnia crassa                        | 1996             |
| 2411     | Mollusca        | Gastropoda         | Stylommatophora    | Achatinellidae      | Auriculella expansa                     | 1996             |
| 2412     | Mollusca        | Gastropoda         | Stylommatophora    | Achatinellidae      | Auriculella uniplicata                  | 1996             |
| 2733     | Mollusca        | Gastropoda         | Littorinimorpha    | Hydrobiidae         | Belgrandiella intermedia                | 1996             |
| 155997   | Mollusca        | Gastropoda         | Littorinimorpha    | Hydrobiidae         | Bythinella gibbosa                      | 2010             |
| 184739   | Mollusca        | Gastropoda         | Littorinimorpha    | Hydrobiidae         | Bythinella limnopsis                    | 2010             |
| 184511   | Mollusca        | Gastropoda         | Littorinimorpha    | Hydrobiidae         | Bythinella mauritanica                  | 2010             |
| 184705   | Mollusca        | Gastropoda         | Littorinimorpha    | Hydrobiidae         | Bythinella microcochlia                 | 2010             |
| 184553   | Mollusca        | Gastropoda         | Littorinimorpha    | Hydrobiidae         | Bythinella punica                       | 2010             |
| 3523     | Mollusca        | Gastropoda         | Stylommatophora    | Euconulidae         | Caldwellia philyrina                    | 1996             |
| 3714     | Mollusca        | Gastropoda         | Stylommatophora    | Vertiginidae        | Campolaemus perexilis                   | 1996             |
| 3875     | Mollusca        | Gastropoda         | Stylommatophora    | Amastridae          | Carelia anceophila                      | 1996             |
| 3876     | Mollusca        | Gastropoda         | Stylommatophora    | Amastridae          | Carelia bicolor                         | 1996             |
| 3877     | Mollusca        | Gastropoda         | Stylommatophora    | Amastridae          | Carelia cochlea                         | 1996             |
| 3878     | Mollusca        | Gastropoda         | Stylommatophora    | Amastridae          | Carelia cumingiana                      | 1996             |
| 3879     | Mollusca        | Gastropoda         | Stylommatophora    | Amastridae          | Carelia dolei                           | 1996             |
| 3880     | Mollusca        | Gastropoda         | Stylommatophora    | Amastridae          | Carelia evelynae                        | 1996             |
| 3881     | Mollusca        | Gastropoda         | Stylommatophora    | Amastridae          | Carelia glossema                        | 1996             |
| 3882     | Mollusca        | Gastropoda         | Stylommatophora    | Amastridae          | Carelia hyattiana                       | 1996             |
| 3883     | Mollusca        | Gastropoda         | Stylommatophora    | Amastridae          | Carelia kalalauensis                    | 1996             |
| 3884     | Mollusca        | Gastropoda         | Stylommatophora    | Amastridae          | Carelia knudseni                        | 1996             |
| 3885     | Mollusca        | Gastropoda         | Stylommatophora    | Amastridae          | Carelia lirata                          | 1996             |
| 3886     | Mollusca        | Gastropoda         | Stylommatophora    | Amastridae          | Carelia lymani                          | 1996             |
| 3887     | Mollusca        | Gastropoda         | Stylommatophora    | Amastridae          | Carelia mirabilis                       | 1996             |
| 3888     | Mollusca        | Gastropoda         | Stylommatophora    | Amastridae          | Carelia necra                           | 1996             |
| 3889     | Mollusca        | Gastropoda         | Stylommatophora    | Amastridae          | Carelia olivacea                        | 1996             |
| 3890     | Mollusca        | Gastropoda         | Stylommatophora    | Amastridae          | Carelia paradoxa                        | 1996             |
| 3891     | Mollusca        | Gastropoda         | Stylommatophora    | Amastridae          | Carelia periscelis                      | 1996             |
| 3892     | Mollusca        | Gastropoda         | Stylommatophora    | Amastridae          | Carelia pilsbryi                        | 1996             |
| 3893     | Mollusca        | Gastropoda         | Stylommatophora    | Amastridae          | Carelia sinclairi                       | 1996             |
| 3895     | Mollusca        | Gastropoda         | Stylommatophora    | Amastridae          | Carelia tenebrosa                       | 1996             |
| 3896     | Mollusca        | Gastropoda         | Stylommatophora    | Amastridae          | Carelia turricula                       | 1996             |
| 184510   | Mollusca        | Bivalvia           | Unionoida          | Iridinidae          | Chambardia letourneuxi                  | 2010             |
| 4635     | Mollusca        | Gastropoda         | Stylommatophora    | Subulinidae         | Chilonopsis blofeldi                    | 1996             |
| 4636     | Mollusca        | Gastropoda         | Stylommatophora    | Subulinidae         | Chilonopsis exulatus                    | 1996             |
| 4637     | Mollusca        | Gastropoda         | Stylommatophora    | Subulinidae         | Chilonopsis helena                      | 1996             |
| 4638     | Mollusca        | Gastropoda         | Stylommatophora    | Subulinidae         | Chilonopsis melanoides                  | 1996             |
| 4639     | Mollusca        | Gastropoda         | Stylommatophora    | Subulinidae         | Chilonopsis nonpareil                   | 2014             |
| 4640     | Mollusca        | Gastropoda         | Stylommatophora    | Subulinidae         | Chilonopsis subplicatus                 | 1996             |
| 4641     | Mollusca        | Gastropoda         | Stylommatophora    | Subulinidae         | Chilonopsis subtruncatus                | 1996             |
| 4642     | Mollusca        | Gastropoda         | Stylommatophora    | Subulinidae         | Chilonopsis turtoni                     | 1996             |
| 4955     | Mollusca        | Gastropoda         | Littorinimorpha    | Hydrobiidae         | Clappia cahabensis                      | 2000             |
| 40046    | Mollusca        | Gastropoda         | Littorinimorpha    | Hydrobiidae         | Clappia umbilicata                      | 2000             |
| 5119     | Mollusca        | Gastropoda         | Patellogastropoda  | Nacellidae          | Collisella edmitchelli                  | 1996             |
| 5166     | Mollusca        | Gastropoda         | Stylommatophora    | Helicarionidae      | Colparion madgei                        | 1996             |
| 5794     | Mollusca        | Gastropoda         | Stylommatophora    | Euconulidae         | Ctenoglypta newtoni                     | 1996             |
| 6020     | Mollusca        | Gastropoda         | Architaenioglossa  | Cyclophoridae       | Cyclophorus horridulum                  | 1996             |
| 6025     | Mollusca        | Gastropoda         | Architaenioglossa  | Cyclophoridae       | Cyclosurus mariei                       | 1996             |
| 6523     | Mollusca        | Gastropoda         | Stylommatophora    | Helicarionidae      | Diastole matafaoi                       | 1996             |
| 6917     | Mollusca        | Gastropoda         | Stylommatophora    | Euconulidae         | Dupontia proletaria                     | 1996             |
| 7584     | Mollusca        | Gastropoda         | Sorbeoconcha       | Pleuroceridae       | Elimia brevis                           | 2000             |
| 7589     | Mollusca        | Gastropoda         | Sorbeoconcha       | Pleuroceridae       | Elimia clausa                           | 2012             |
| 7590     | Mollusca        | Gastropoda         | Sorbeoconcha       | Pleuroceridae       | Elimia fusiformis                       | 2012             |
| 40100    | Mollusca        | Gastropoda         | Sorbeoconcha       | Pleuroceridae       | Elimia gibbera                          | 2000             |
| 7591     | Mollusca        | Gastropoda         | Sorbeoconcha       | Pleuroceridae       | Elimia hartmaniana                      | 2000             |
| 7592     | Mollusca        | Gastropoda         | Sorbeoconcha       | Pleuroceridae       | Elimia impressa                         | 2000             |
| 7593     | Mollusca        | Gastropoda         | Sorbeoconcha       | Pleuroceridae       | Elimia jonesi                           | 2012             |
| 40101    | Mollusca        | Gastropoda         | Sorbeoconcha       | Pleuroceridae       | Elimia lachryma                         | 2000             |
| 7594     | Mollusca        | Gastropoda         | Sorbeoconcha       | Pleuroceridae       | Elimia laeta                            | 2000             |
| 40102    | Mollusca        | Gastropoda         | Sorbeoconcha       | Pleuroceridae       | Elimia macglameriana                    | 2000             |
| 7595     | Mollusca        | Gastropoda         | Sorbeoconcha       | Pleuroceridae       | Elimia pilsbryi                         | 2012             |
| 7596     | Mollusca        | Gastropoda         | Sorbeoconcha       | Pleuroceridae       | Elimia pupaeformis                      | 2000             |
| 7597     | Mollusca        | Gastropoda         | Sorbeoconcha       | Pleuroceridae       | Elimia pygmaea                          | 2000             |
| 7587     | Mollusca        | Gastropoda         | Sorbeoconcha       | Pleuroceridae       | Elimia vanuxemiana                      | 2000             |
| 7863     | Mollusca        | Bivalvia           | Unionoida          | Unionidae           | Epioblasma arcaeformis                  | 2000             |
| 7864     | Mollusca        | Bivalvia           | Unionoida          | Unionidae           | Epioblasma biemarginata                 | 2000             |
| 7868     | Mollusca        | Bivalvia           | Unionoida          | Unionidae           | Epioblasma flexuosa                     | 2000             |
| 7869     | Mollusca        | Bivalvia           | Unionoida          | Unionidae           | Epioblasma florentina ssp. florentina   | 2000             |
| 7872     | Mollusca        | Bivalvia           | Unionoida          | Unionidae           | Epioblasma haysiana                     | 2000             |
| 7874     | Mollusca        | Bivalvia           | Unionoida          | Unionidae           | Epioblasma lenior                       | 2000             |
| 7892     | Mollusca        | Bivalvia           | Unionoida          | Unionidae           | Epioblasma lewisii                      | 2000             |
| 7879     | Mollusca        | Bivalvia           | Unionoida          | Unionidae           | Epioblasma personata                    | 2011             |
| 7880     | Mollusca        | Bivalvia           | Unionoida          | Unionidae           | Epioblasma propinqua                    | 2011             |
| 7881     | Mollusca        | Bivalvia           | Unionoida          | Unionidae           | Epioblasma sampsonii                    | 2000             |
| 7895     | Mollusca        | Bivalvia           | Unionoida          | Unionidae           | Epioblasma stewardsonii                 | 2000             |
| 7886     | Mollusca        | Bivalvia           | Unionoida          | Unionidae           | Epioblasma torulosa ssp. gubernaculum   | 2000             |
| 7888     | Mollusca        | Bivalvia           | Unionoida          | Unionidae           | Epioblasma torulosa ssp. torulosa       | 2000             |
| 7890     | Mollusca        | Bivalvia           | Unionoida          | Unionidae           | Epioblasma turgidula                    | 2000             |
| 8000     | Mollusca        | Gastropoda         | Stylommatophora    | Helicarionidae      | Erepta nevilli                          | 1996             |
| 1292     | Mollusca        | Gastropoda         | Littorinimorpha    | Hydrobiidae         | Fluvidona dulvertonensis                | 1996             |
| 8953     | Mollusca        | Gastropoda         | Stylommatophora    | Vertiginidae        | Gastrocopta chichijimana                | 1996             |
| 8954     | Mollusca        | Gastropoda         | Stylommatophora    | Vertiginidae        | Gastrocopta ogasawarana                 | 1996             |
| 9179     | Mollusca        | Gastropoda         | Stylommatophora    | Streptaxidae        | Gibbus lyonetianus                      | 1996             |
| 9329     | Mollusca        | Gastropoda         | Stylommatophora    | Streptaxidae        | Gonidomus newtoni                       | 1996             |
| 9392     | Mollusca        | Gastropoda         | Stylommatophora    | Streptaxidae        | Gonospira nevilli                       | 1996             |
| 41027    | Mollusca        | Gastropoda         | Littorinimorpha    | Hydrobiidae         | Graecoanatolica macedonica              | 2013             |
| 9535     | Mollusca        | Gastropoda         | Stylommatophora    | Streptaxidae        | Gulella mayottensis                     | 1996             |
| 9597     | Mollusca        | Gastropoda         | Sorbeoconcha       | Pleuroceridae       | Gyrotoma excisa                         | 2000             |
| 9598     | Mollusca        | Gastropoda         | Sorbeoconcha       | Pleuroceridae       | Gyrotoma lewisii                        | 2000             |
| 9599     | Mollusca        | Gastropoda         | Sorbeoconcha       | Pleuroceridae       | Gyrotoma pagoda                         | 2000             |
| 9600     | Mollusca        | Gastropoda         | Sorbeoconcha       | Pleuroceridae       | Gyrotoma pumila                         | 2000             |
| 9601     | Mollusca        | Gastropoda         | Sorbeoconcha       | Pleuroceridae       | Gyrotoma pyramidata                     | 2000             |
| 9602     | Mollusca        | Gastropoda         | Sorbeoconcha       | Pleuroceridae       | Gyrotoma walkeri                        | 2000             |
| 9701     | Mollusca        | Gastropoda         | Stylommatophora    | Helicarionidae      | Harmogenanina linophora                 | 1996             |
| 9700     | Mollusca        | Gastropoda         | Stylommatophora    | Helicarionidae      | Harmogenanina subdetecta                | 1996             |
| 9765     | Mollusca        | Gastropoda         | Stylommatophora    | Charopidae          | Helenoconcha leptalea                   | 1996             |
| 9766     | Mollusca        | Gastropoda         | Stylommatophora    | Charopidae          | Helenoconcha minutissima                | 1996             |
| 9767     | Mollusca        | Gastropoda         | Stylommatophora    | Charopidae          | Helenoconcha polyodon                   | 1996             |
| 9768     | Mollusca        | Gastropoda         | Stylommatophora    | Charopidae          | Helenoconcha pseustes                   | 1996             |
| 9769     | Mollusca        | Gastropoda         | Stylommatophora    | Charopidae          | Helenoconcha sexdentata                 | 1996             |
| 9770     | Mollusca        | Gastropoda         | Stylommatophora    | Charopidae          | Helenodiscus bilamellata                | 1996             |
| 9771     | Mollusca        | Gastropoda         | Stylommatophora    | Charopidae          | Helenodiscus vernoni                    | 1996             |
| 155676   | Mollusca        | Gastropoda         | Littorinimorpha    | Cochliopidae        | Heleobia spinellii                      | 2010             |
| 156503   | Mollusca        | Gastropoda         | Stylommatophora    | Hygromiidae         | Helicopsis paulhessei                   | 2013             |
| 10182    | Mollusca        | Gastropoda         | Stylommatophora    | Endodontidae        | Hirasea planulata                       | 1996             |
| 184605   | Mollusca        | Gastropoda         | Littorinimorpha    | Hydrobiidae         | Hydrobia gracilis                       | 2010             |
| 10815    | Mollusca        | Gastropoda         | Architaenioglossa  | Neocyclotidae       | Incerticyclus cinereus                  | 1996             |
| 10816    | Mollusca        | Gastropoda         | Architaenioglossa  | Neocyclotidae       | Incerticyclus martinicensis             | 1996             |
| 155726   | Mollusca        | Gastropoda         | Littorinimorpha    | Hydrobiidae         | Islamia ateni                           | 2013             |
| 11196    | Mollusca        | Gastropoda         | Stylommatophora    | Achatinellidae      | Lamellidea monodonta                    | 1996             |
| 11197    | Mollusca        | Gastropoda         | Stylommatophora    | Achatinellidae      | Lamellidea nakadai                      | 1996             |
| 11251    | Mollusca        | Bivalvia           | Unionoida          | Unionidae           | Lampsilis binominata                    | 2000             |
| 177653   | Mollusca        | Gastropoda         | Littorinimorpha    | Hydrobiidae         | Leiorhagium solemi                      | 2011             |
| 11459    | Mollusca        | Gastropoda         | Stylommatophora    | Lauriidae           | Leiostyla lamellosa                     | 2013             |
| 11773    | Mollusca        | Gastropoda         | Sorbeoconcha       | Pleuroceridae       | Leptoxis clipeata                       | 2000             |
| 11774    | Mollusca        | Gastropoda         | Sorbeoconcha       | Pleuroceridae       | Leptoxis compacta                       | 2000             |
| 11775    | Mollusca        | Gastropoda         | Sorbeoconcha       | Pleuroceridae       | Leptoxis foremanii                      | 2000             |
| 11776    | Mollusca        | Gastropoda         | Sorbeoconcha       | Pleuroceridae       | Leptoxis formosa                        | 2000             |
| 11777    | Mollusca        | Gastropoda         | Sorbeoconcha       | Pleuroceridae       | Leptoxis ligata                         | 2000             |
| 11778    | Mollusca        | Gastropoda         | Sorbeoconcha       | Pleuroceridae       | Leptoxis lirata                         | 2000             |
| 11781    | Mollusca        | Gastropoda         | Sorbeoconcha       | Pleuroceridae       | Leptoxis occultata                      | 2000             |
| 11784    | Mollusca        | Gastropoda         | Sorbeoconcha       | Pleuroceridae       | Leptoxis showalterii                    | 2000             |
| 11786    | Mollusca        | Gastropoda         | Sorbeoconcha       | Pleuroceridae       | Leptoxis torrefacta                     | 2000             |
| 11788    | Mollusca        | Gastropoda         | Sorbeoconcha       | Pleuroceridae       | Leptoxis vittata                        | 2000             |
| 11895    | Mollusca        | Gastropoda         | Stylommatophora    | Orthalicidae        | Leucocharis loyaltiensis                | 1996             |
| 11896    | Mollusca        | Gastropoda         | Stylommatophora    | Orthalicidae        | Leucocharis porphyrocheila              | 1996             |
| 11931    | Mollusca        | Gastropoda         | Stylommatophora    | Charopidae          | Libera subcavernula                     | 1996             |
| 11932    | Mollusca        | Gastropoda         | Stylommatophora    | Charopidae          | Libera tumuloides                       | 1996             |
| 12242    | Mollusca        | Gastropoda         | Littorinimorpha    | Littorinidae        | Littoraria flammea                      | 1996             |
| 12243    | Mollusca        | Gastropoda         | Littorinimorpha    | Hydrobiidae         | Littoridina gaudichaudii                | 1996             |
| 12382    | Mollusca        | Gastropoda         | Patellogastropoda  | Lottidae            | Lottia alveus                           | 1996             |
| 12526    | Mollusca        | Gastropoda         | Stylommatophora    | Pupillidae          | Lyropupa perlonga                       | 1996             |
| 18979    | Mollusca        | Gastropoda         | Littorinimorpha    | Hydrobiidae         | Marstonia olivacea                      | 2011             |
| 12879    | Mollusca        | Gastropoda         | Stylommatophora    | Charopidae          | Mautodontha acuticosta                  | 1996             |
| 12882    | Mollusca        | Gastropoda         | Stylommatophora    | Charopidae          | Mautodontha consimilis                  | 1996             |
| 12883    | Mollusca        | Gastropoda         | Stylommatophora    | Charopidae          | Mautodontha consobrina                  | 1996             |
| 12884    | Mollusca        | Gastropoda         | Stylommatophora    | Charopidae          | Mautodontha maupiensis                  | 1996             |
| 12885    | Mollusca        | Gastropoda         | Stylommatophora    | Charopidae          | Mautodontha parvidens                   | 1996             |
| 12886    | Mollusca        | Gastropoda         | Stylommatophora    | Charopidae          | Mautodontha punctiperforata             | 1996             |
| 12887    | Mollusca        | Gastropoda         | Stylommatophora    | Charopidae          | Mautodontha saintjohni                  | 1996             |
| 12888    | Mollusca        | Gastropoda         | Stylommatophora    | Charopidae          | Mautodontha subtilis                    | 1996             |
| 12889    | Mollusca        | Gastropoda         | Stylommatophora    | Charopidae          | Mautodontha unilamellata                | 1996             |
| 12890    | Mollusca        | Gastropoda         | Stylommatophora    | Charopidae          | Mautodontha zebrina                     | 1996             |
| 12926    | Mollusca        | Bivalvia           | Unionoida          | Unionidae           | Medionidus mcglameriae                  | 2000             |
| 41213    | Mollusca        | Gastropoda         | Stylommatophora    | Strophocheilidae    | Megalobulimus cardosoi                  | 1996             |
| 184749   | Mollusca        | Gastropoda         | Littorinimorpha    | Hydrobiidae         | Mercuria letourneuxiana                 | 2010             |
| 14318    | Mollusca        | Gastropoda         | Stylommatophora    | Helicarionidae      | Nancibella quintalia                    | 1996             |
| 14553    | Mollusca        | Gastropoda         | Hygrophila         | Planorbidae         | Neoplanorbis carinatus                  | 2000             |
| 14554    | Mollusca        | Gastropoda         | Hygrophila         | Planorbidae         | Neoplanorbis smithi                     | 2000             |
| 14556    | Mollusca        | Gastropoda         | Hygrophila         | Planorbidae         | Neoplanorbis tantillus                  | 2012             |
| 14555    | Mollusca        | Gastropoda         | Hygrophila         | Planorbidae         | Neoplanorbis umbilicatus                | 2000             |
| 14681    | Mollusca        | Gastropoda         | Stylommatophora    | Pupillidae          | Nesopupa turtoni                        | 1996             |
| 14746    | Mollusca        | Gastropoda         | Stylommatophora    | Achatinellidae      | Newcombia philippiana                   | 1996             |
| 15187    | Mollusca        | Gastropoda         | Littorinimorpha    | Hydrobiidae         | Ohridohauffenia drimica                 | 2010             |
| 15191    | Mollusca        | Gastropoda         | Stylommatophora    | Oleacinidae         | Oleacina guadeloupensis                 | 1996             |
| 15297    | Mollusca        | Gastropoda         | Littorinimorpha    | Assimineidae        | Omphalotropis plicosa                   | 1996             |
| 168116   | Mollusca        | Gastropoda         | Stylommatophora    | Cerastidae          | Pachnodus curiosus                      | 2009             |
| 168112   | Mollusca        | Gastropoda         | Stylommatophora    | Cerastidae          | Pachnodus ladiguensis                   | 2009             |
| 40091    | Mollusca        | Gastropoda         | Stylommatophora    | Cerastidae          | Pachnodus velutinus                     | 2009             |
| 15864    | Mollusca        | Gastropoda         | Stylommatophora    | Euconulidae         | Pachystyla rufozonata                   | 1996             |
| 15971    | Mollusca        | Gastropoda         | Stylommatophora    | Helicarionidae      | Panulena perrugosa                      | 1996             |
| 16297    | Mollusca        | Gastropoda         | Stylommatophora    | Partulidae          | Partula approximata                     | 1996             |
| 16284    | Mollusca        | Gastropoda         | Stylommatophora    | Partulidae          | Partula arguta                          | 2009             |
| 16298    | Mollusca        | Gastropoda         | Stylommatophora    | Partulidae          | Partula atilis                          | 2009             |
| 16272    | Mollusca        | Gastropoda         | Stylommatophora    | Partulidae          | Partula aurantia                        | 2009             |
| 16300    | Mollusca        | Gastropoda         | Stylommatophora    | Partulidae          | Partula auriculata                      | 2009             |
| 16334    | Mollusca        | Gastropoda         | Stylommatophora    | Partulidae          | Partula bilineata                       | 2009             |
| 16335    | Mollusca        | Gastropoda         | Stylommatophora    | Partulidae          | Partula callifera                       | 2009             |
| 16301    | Mollusca        | Gastropoda         | Stylommatophora    | Partulidae          | Partula candida                         | 2009             |
| 16302    | Mollusca        | Gastropoda         | Stylommatophora    | Partulidae          | Partula castanea                        | 1996             |
| 16336    | Mollusca        | Gastropoda         | Stylommatophora    | Partulidae          | Partula cedista                         | 2009             |
| 16303    | Mollusca        | Gastropoda         | Stylommatophora    | Partulidae          | Partula citrina                         | 2009             |
| 16305    | Mollusca        | Gastropoda         | Stylommatophora    | Partulidae          | Partula compacta                        | 1996             |
| 16306    | Mollusca        | Gastropoda         | Stylommatophora    | Partulidae          | Partula crassilabris                    | 2009             |
| 16307    | Mollusca        | Gastropoda         | Stylommatophora    | Partulidae          | Partula cuneata                         | 2009             |
| 16337    | Mollusca        | Gastropoda         | Stylommatophora    | Partulidae          | Partula cytherea                        | 2009             |
| 16308    | Mollusca        | Gastropoda         | Stylommatophora    | Partulidae          | Partula dolichostoma                    | 2009             |
| 16338    | Mollusca        | Gastropoda         | Stylommatophora    | Partulidae          | Partula dolorosa                        | 2009             |
| 16339    | Mollusca        | Gastropoda         | Stylommatophora    | Partulidae          | Partula eremita                         | 2009             |
| 16273    | Mollusca        | Gastropoda         | Stylommatophora    | Partulidae          | Partula exigua                          | 2009             |
| 16309    | Mollusca        | Gastropoda         | Stylommatophora    | Partulidae          | Partula filosa                          | 2009             |
| 16310    | Mollusca        | Gastropoda         | Stylommatophora    | Partulidae          | Partula formosa                         | 2009             |
| 16311    | Mollusca        | Gastropoda         | Stylommatophora    | Partulidae          | Partula fusca                           | 2009             |
| 16312    | Mollusca        | Gastropoda         | Stylommatophora    | Partulidae          | Partula garretti                        | 2009             |
| 16314    | Mollusca        | Gastropoda         | Stylommatophora    | Partulidae          | Partula imperforata                     | 2009             |
| 16290    | Mollusca        | Gastropoda         | Stylommatophora    | Partulidae          | Partula labrusca                        | 2009             |
| 16315    | Mollusca        | Gastropoda         | Stylommatophora    | Partulidae          | Partula leptochila                      | 2009             |
| 16316    | Mollusca        | Gastropoda         | Stylommatophora    | Partulidae          | Partula levilineata                     | 2009             |
| 16317    | Mollusca        | Gastropoda         | Stylommatophora    | Partulidae          | Partula levistriata                     | 2009             |
| 168191   | Mollusca        | Gastropoda         | Stylommatophora    | Partulidae          | Partula lugubris                        | 2009             |
| 16318    | Mollusca        | Gastropoda         | Stylommatophora    | Partulidae          | Partula lutea                           | 2009             |
| 16319    | Mollusca        | Gastropoda         | Stylommatophora    | Partulidae          | Partula microstoma                      | 1996             |
| 168192   | Mollusca        | Gastropoda         | Stylommatophora    | Partulidae          | Partula navigatoria                     | 2009             |
| 168193   | Mollusca        | Gastropoda         | Stylommatophora    | Partulidae          | Partula ovalis                          | 2009             |
| 16341    | Mollusca        | Gastropoda         | Stylommatophora    | Partulidae          | Partula planilabrum                     | 2009             |
| 16322    | Mollusca        | Gastropoda         | Stylommatophora    | Partulidae          | Partula producta                        | 2009             |
| 16323    | Mollusca        | Gastropoda         | Stylommatophora    | Partulidae          | Partula protea                          | 1996             |
| 16324    | Mollusca        | Gastropoda         | Stylommatophora    | Partulidae          | Partula protracta                       | 2009             |
| 16325    | Mollusca        | Gastropoda         | Stylommatophora    | Partulidae          | Partula radiata                         | 2009             |
| 16326    | Mollusca        | Gastropoda         | Stylommatophora    | Partulidae          | Partula raiatensis                      | 1996             |
| 16327    | Mollusca        | Gastropoda         | Stylommatophora    | Partulidae          | Partula remota                          | 2009             |
| 16342    | Mollusca        | Gastropoda         | Stylommatophora    | Partulidae          | Partula robusta                         | 2009             |
| 16328    | Mollusca        | Gastropoda         | Stylommatophora    | Partulidae          | Partula rustica                         | 2009             |
| 16343    | Mollusca        | Gastropoda         | Stylommatophora    | Partulidae          | Partula sagitta                         | 2009             |
| 16280    | Mollusca        | Gastropoda         | Stylommatophora    | Partulidae          | Partula salifana                        | 1996             |
| 64444    | Mollusca        | Gastropoda         | Stylommatophora    | Partulidae          | Partula suturalis ssp. suturalis        | 1996             |
| 64445    | Mollusca        | Gastropoda         | Stylommatophora    | Partulidae          | Partula taeniata ssp. taeniata          | 1996             |
| 16329    | Mollusca        | Gastropoda         | Stylommatophora    | Partulidae          | Partula thalia                          | 2009             |
| 16331    | Mollusca        | Gastropoda         | Stylommatophora    | Partulidae          | Partula turgida                         | 2009             |
| 16349    | Mollusca        | Gastropoda         | Stylommatophora    | Partulidae          | Partula umbilicata                      | 2009             |
| 16332    | Mollusca        | Gastropoda         | Stylommatophora    | Partulidae          | Partula variabilis                      | 1996             |
| 16333    | Mollusca        | Gastropoda         | Stylommatophora    | Partulidae          | Partula vittata                         | 2009             |
| 16351    | Mollusca        | Gastropoda         | Stylommatophora    | Achatinellidae      | Partulina crassa                        | 1996             |
| 16353    | Mollusca        | Gastropoda         | Stylommatophora    | Achatinellidae      | Partulina montagui                      | 1996             |
| 16601    | Mollusca        | Gastropoda         | Stylommatophora    | Achatinellidae      | Perdicella fulgurans                    | 1996             |
| 16602    | Mollusca        | Gastropoda         | Stylommatophora    | Achatinellidae      | Perdicella maniensis                    | 1996             |
| 16603    | Mollusca        | Gastropoda         | Stylommatophora    | Achatinellidae      | Perdicella zebra                        | 1996             |
| 16604    | Mollusca        | Gastropoda         | Stylommatophora    | Achatinellidae      | Perdicella zebrina                      | 1996             |
| 17240    | Mollusca        | Gastropoda         | Hygrophila         | Physidae            | Physella microstriata                   | 2000             |
| 17448    | Mollusca        | Gastropoda         | Stylommatophora    | Orthalicidae        | Placostylus bivaricosus ssp. etheridgei | 1996             |
| 17449    | Mollusca        | Gastropoda         | Stylommatophora    | Orthalicidae        | Placostylus cuniculinsulae              | 1996             |
| 17480    | Mollusca        | Gastropoda         | Hygrophila         | Planorbidae         | Planorbella multivolvis                 | 2000             |
| 168180   | Mollusca        | Gastropoda         | Architaenioglossa  | Diplommatinidae     | Plectostoma sciaphilum                  | 2015             |
| 17672    | Mollusca        | Bivalvia           | Unionoida          | Unionidae           | Pleurobema altum                        | 2000             |
| 17673    | Mollusca        | Bivalvia           | Unionoida          | Unionidae           | Pleurobema avellanum                    | 2000             |
| 17675    | Mollusca        | Bivalvia           | Unionoida          | Unionidae           | Pleurobema bournianum                   | 2000             |
| 17680    | Mollusca        | Bivalvia           | Unionoida          | Unionidae           | Pleurobema flavidulum                   | 2000             |
| 17684    | Mollusca        | Bivalvia           | Unionoida          | Unionidae           | Pleurobema hagleri                      | 2000             |
| 17686    | Mollusca        | Bivalvia           | Unionoida          | Unionidae           | Pleurobema johannis                     | 2000             |
| 17687    | Mollusca        | Bivalvia           | Unionoida          | Unionidae           | Pleurobema murrayense                   | 2000             |
| 17688    | Mollusca        | Bivalvia           | Unionoida          | Unionidae           | Pleurobema nucleopsis                   | 2000             |
| 17689    | Mollusca        | Bivalvia           | Unionoida          | Unionidae           | Pleurobema perovatum                    | 2012             |
| 17694    | Mollusca        | Bivalvia           | Unionoida          | Unionidae           | Pleurobema troschelianum                | 2000             |
| 17695    | Mollusca        | Bivalvia           | Unionoida          | Unionidae           | Pleurobema verum                        | 2000             |
| 17708    | Mollusca        | Gastropoda         | Stylommatophora    | Camaenidae          | Pleurodonte desidens                    | 2000             |
| 18090    | Mollusca        | Gastropoda         | Littorinimorpha    | Hydrobiidae         | Posticobia norfolkensis                 | 1996             |
| 184618   | Mollusca        | Gastropoda         | Littorinimorpha    | Hydrobiidae         | Pseudamnicola barratei                  | 2010             |
| 184524   | Mollusca        | Gastropoda         | Littorinimorpha    | Hydrobiidae         | Pseudamnicola desertorum                | 2010             |
| 184753   | Mollusca        | Gastropoda         | Littorinimorpha    | Hydrobiidae         | Pseudamnicola doumeti                   | 2010             |
| 184742   | Mollusca        | Gastropoda         | Littorinimorpha    | Hydrobiidae         | Pseudamnicola globulina                 | 2010             |
| 184497   | Mollusca        | Gastropoda         | Littorinimorpha    | Hydrobiidae         | Pseudamnicola latasteana                | 2010             |
| 184558   | Mollusca        | Gastropoda         | Littorinimorpha    | Hydrobiidae         | Pseudamnicola oudrefica                 | 2010             |
| 184731   | Mollusca        | Gastropoda         | Littorinimorpha    | Hydrobiidae         | Pseudamnicola ragia                     | 2010             |
| 184612   | Mollusca        | Gastropoda         | Littorinimorpha    | Hydrobiidae         | Pseudamnicola singularis                | 2010             |
| 18487    | Mollusca        | Gastropoda         | Stylommatophora    | Hygromiidae         | Pseudocampylaea loweii                  | 2013             |
| 29614    | Mollusca        | Gastropoda         | Stylommatophora    | Endodontidae        | Pseudohelenoconcha spurca               | 1996             |
| 18912    | Mollusca        | Gastropoda         | Stylommatophora    | Pupillidae          | Pupilla obliquicosta                    | 1996             |
| 40048    | Mollusca        | Gastropoda         | Littorinimorpha    | Hydrobiidae         | Pyrgulopsis nevadensis                  | 2000             |
| 19057    | Mollusca        | Gastropoda         | Stylommatophora    | Helicarionidae      | Quintalia flosculus                     | 1996             |
| 19058    | Mollusca        | Gastropoda         | Stylommatophora    | Helicarionidae      | Quintalia stoddartii                    | 1996             |
| 19440    | Mollusca        | Gastropoda         | Stylommatophora    | Cerastidae          | Rhachis comorensis                      | 1996             |
| 19441    | Mollusca        | Gastropoda         | Stylommatophora    | Cerastidae          | Rhachis sanguineus                      | 1996             |
| 168122   | Mollusca        | Gastropoda         | Stylommatophora    | Cerastidae          | Rhachistia aldabrae                     | 2009             |
| 168200   | Mollusca        | Gastropoda         | Stylommatophora    | Partulidae          | Samoana inflata                         | 2009             |
| 16340    | Mollusca        | Gastropoda         | Stylommatophora    | Partulidae          | Samoana jackieburchi                    | 2009             |
| 20257    | Mollusca        | Gastropoda         | Stylommatophora    | Charopidae          | Sinployea canalis                       | 1996             |
| 20258    | Mollusca        | Gastropoda         | Stylommatophora    | Charopidae          | Sinployea decorticata                   | 1996             |
| 20259    | Mollusca        | Gastropoda         | Stylommatophora    | Charopidae          | Sinployea harveyensis                   | 1996             |
| 20260    | Mollusca        | Gastropoda         | Stylommatophora    | Charopidae          | Sinployea otareae                       | 1996             |
| 20261    | Mollusca        | Gastropoda         | Stylommatophora    | Charopidae          | Sinployea planospira                    | 1996             |
| 20262    | Mollusca        | Gastropoda         | Stylommatophora    | Charopidae          | Sinployea proxima                       | 1996             |
| 20263    | Mollusca        | Gastropoda         | Stylommatophora    | Charopidae          | Sinployea rudis                         | 1996             |
| 20264    | Mollusca        | Gastropoda         | Stylommatophora    | Charopidae          | Sinployea tenuicostata                  | 1996             |
| 20265    | Mollusca        | Gastropoda         | Stylommatophora    | Charopidae          | Sinployea youngi                        | 1996             |
| 40053    | Mollusca        | Gastropoda         | Littorinimorpha    | Hydrobiidae         | Somatogyrus alcoviensis                 | 2000             |
| 20350    | Mollusca        | Gastropoda         | Littorinimorpha    | Hydrobiidae         | Somatogyrus amnicoloides                | 2000             |
| 20355    | Mollusca        | Gastropoda         | Littorinimorpha    | Hydrobiidae         | Somatogyrus crassilabris                | 2011             |
| 20370    | Mollusca        | Gastropoda         | Littorinimorpha    | Hydrobiidae         | Somatogyrus wheeleri                    | 2000             |
| 177724   | Mollusca        | Gastropoda         | Hygrophila         | Lymnaeidae          | Stagnicola pilsbryi                     | 2012             |
| 21338    | Mollusca        | Gastropoda         | Stylommatophora    | Charopidae          | Taipidon anceyana                       | 1996             |
| 21339    | Mollusca        | Gastropoda         | Stylommatophora    | Charopidae          | Taipidon marquesana                     | 1996             |
| 21340    | Mollusca        | Gastropoda         | Stylommatophora    | Charopidae          | Taipidon octolamellata                  | 1996             |
| 21718    | Mollusca        | Gastropoda         | Stylommatophora    | Endodontidae        | Thaumatodon multilamellata              | 1996             |
| 29615    | Mollusca        | Gastropoda         | Stylommatophora    | Orthalicidae        | Tomigerus gibberulus                    | 1996             |
| 29616    | Mollusca        | Gastropoda         | Stylommatophora    | Orthalicidae        | Tomigerus turbinatus                    | 1996             |
| 21996    | Mollusca        | Gastropoda         | Stylommatophora    | Achatinellidae      | Tornelasmias capricorni                 | 1996             |
| 22248    | Mollusca        | Gastropoda         | Stylommatophora    | Hygromiidae         | Trochoidea picardi                      | 1996             |
| 22342    | Mollusca        | Gastropoda         | Littorinimorpha    | Pomatiidae          | Tropidophora desmazuresi                | 1996             |
| 22343    | Mollusca        | Gastropoda         | Littorinimorpha    | Pomatiidae          | Tropidophora semilineata                | 1996             |
| 22740    | Mollusca        | Bivalvia           | Unionoida          | Unionidae           | Unio cariei                             | 1996             |
| 23033    | Mollusca        | Gastropoda         | Stylommatophora    | Ariophantidae       | Vitrinula chaunax                       | 1996             |
| 23034    | Mollusca        | Gastropoda         | Stylommatophora    | Ariophantidae       | Vitrinula chichijimana                  | 1996             |
| 23035    | Mollusca        | Gastropoda         | Stylommatophora    | Ariophantidae       | Vitrinula hahajimana                    | 1996             |
| 9066     | Nemertina       | Enopla             | Hoplonemertea      | Prosorhochmidae     | Geonemertes rodericana                  | 2014             |
| 19741    | Platyhelminthes | Turbellaria        | Tricladida         | Dugesiidae          | Romankenkius pedderensis                | 1996             |

## Rastline (Plantae)
| ID vrste | Deblo           | Razred            | Red             | Družina          | Vrsta                                   | Leto vrednotenja |
| -------- | --------------- | ----------------- | --------------- | ---------------- | --------------------------------------- | ---------------- |
| 39158    | Bryophyta       | Bryopsida         | Hypnales        | Brachytheciaceae | Flabellidium spinosum                   | 2012             |
| 39179    | Bryophyta       | Bryopsida         | Hypnales        | Neckeraceae      | Neomacounia nitida                      | 2000             |
| 39212    | Marchantiophyta | Jungermanniopsida | Porellales      | Radulaceae       | Radula visiniaca                        | 2000             |
| 43993    | Rhodophyta      | Florideophyceae   | Ceramiales      | Delesseriaceae   | Vanvoorstia bennettiana                 | 2003             |
| 44072    | Tracheophyta    | Magnoliopsida     | Rosales         | Rosaceae         | Acaena exigua                           | 2003             |
| 195373   | Tracheophyta    | Magnoliopsida     | Euphorbiales    | Euphorbiaceae    | Acalypha dikuluwensis                   | 2012             |
| 37854    | Tracheophyta    | Magnoliopsida     | Euphorbiales    | Euphorbiaceae    | Acalypha rubrinervis                    | 1998             |
| 199821   | Tracheophyta    | Magnoliopsida     | Euphorbiales    | Euphorbiaceae    | Acalypha wilderi                        | 2014             |
| 44074    | Tracheophyta    | Magnoliopsida     | Caryophyllales  | Amaranthaceae    | Achyranthes atollensis                  | 2003             |
| 46603    | Tracheophyta    | Polypodiopsida    | Polypodiales    | Pteridaceae      | Adiantum lianxianense                   | 2004             |
| 18290783 | Tracheophyta    | Magnoliopsida     | Rubiales        | Rubiaceae        | Argocoffeopsis lemblinii                | 1998             |
| 44078    | Tracheophyta    | Magnoliopsida     | Asterales       | Compositae       | Argyroxiphium virescens                 | 2003             |
| 61652    | Tracheophyta    | Magnoliopsida     | Fabales         | Leguminosae      | Astragalus nitidiflorus                 | 2006             |
| 195376   | Tracheophyta    | Magnoliopsida     | Violales        | Passifloraceae   | Basananthe cupricola                    | 2012             |
| 63545    | Tracheophyta    | Magnoliopsida     | Cucurbitales    | Begoniaceae      | Begonia eiromischa                      | 2007             |
| 39087    | Tracheophyta    | Magnoliopsida     | Caryophyllales  | Amaranthaceae    | Blutaparon rigidum                      | 2014             |
| 32226    | Tracheophyta    | Magnoliopsida     | Malvales        | Sterculiaceae    | Byttneria ivorensis                     | 1998             |
| 35330    | Tracheophyta    | Magnoliopsida     | Myrtales        | Myrtaceae        | Campomanesia lundiana                   | 1998             |
| 35350    | Tracheophyta    | Magnoliopsida     | Violales        | Flacourtiaceae   | Casearia quinduensis                    | 1998             |
| 30527    | Tracheophyta    | Magnoliopsida     | Violales        | Flacourtiaceae   | Casearia tinifolia                      | 1998             |
| 44151    | Tracheophyta    | Liliopsida        | Cyperales       | Gramineae        | Cenchrus agrimonioides var. laysanensis | 2003             |
| 165235   | Tracheophyta    | Magnoliopsida     | Asterales       | Compositae       | Centaurea pseudoleucolepis              | 2013             |
| 35379    | Tracheophyta    | Magnoliopsida     | Ebenales        | Sapotaceae       | Chrysophyllum januariense               | 1998             |
| 44126    | Tracheophyta    | Magnoliopsida     | Campanulales    | Campanulaceae    | Clermontia multiflora                   | 2003             |
| 44103    | Tracheophyta    | Magnoliopsida     | Campanulales    | Campanulaceae    | Clermontia peleana ssp. singuliflora    | 2003             |
| 31636    | Tracheophyta    | Magnoliopsida     | Euphorbiales    | Euphorbiaceae    | Cnidoscolus fragrans                    | 1998             |
| 37856    | Tracheophyta    | Magnoliopsida     | Asterales       | Compositae       | Commidendrum robustum subsp. gummiferum | 1998             |
| 32556    | Tracheophyta    | Magnoliopsida     | Fabales         | Leguminosae      | Crudia zeylanica                        | 1998             |
| 35036    | Tracheophyta    | Magnoliopsida     | Sapindales      | Sapindaceae      | Cupaniopsis crassivalvis                | 1998             |
| 34005    | Tracheophyta    | Magnoliopsida     | Campanulales    | Campanulaceae    | Cyanea arborea                          | 2003             |
| 44101    | Tracheophyta    | Magnoliopsida     | Campanulales    | Campanulaceae    | Cyanea comata                           | 2003             |
| 44141    | Tracheophyta    | Magnoliopsida     | Campanulales    | Campanulaceae    | Cyanea copelandii ssp. copelandii       | 2003             |
| 44093    | Tracheophyta    | Magnoliopsida     | Campanulales    | Campanulaceae    | Cyanea cylindrocalyx                    | 2003             |
| 44094    | Tracheophyta    | Magnoliopsida     | Campanulales    | Campanulaceae    | Cyanea dolichopoda                      | 2003             |
| 30919    | Tracheophyta    | Magnoliopsida     | Campanulales    | Campanulaceae    | Cyanea giffardii                        | 2003             |
| 30920    | Tracheophyta    | Magnoliopsida     | Campanulales    | Campanulaceae    | Cyanea marksii                          | 1998             |
| 33554    | Tracheophyta    | Magnoliopsida     | Campanulales    | Campanulaceae    | Cyanea pohaku                           | 1998             |
| 30921    | Tracheophyta    | Magnoliopsida     | Campanulales    | Campanulaceae    | Cyanea pycnocarpa                       | 1998             |
| 34035    | Tracheophyta    | Magnoliopsida     | Campanulales    | Campanulaceae    | Cyanea quercifolia                      | 1998             |
| 33588    | Tracheophyta    | Magnoliopsida     | Campanulales    | Campanulaceae    | Cyanea superba ssp. regina              | 1998             |
| 31184    | Tracheophyta    | Magnoliopsida     | Fabales         | Leguminosae      | Cynometra beddomei                      | 1998             |
| 61483949 | Tracheophyta    | Magnoliopsida     | Asterales       | Compositae       | Delilia inelegans                       | 2014             |
| 34038    | Tracheophyta    | Magnoliopsida     | Campanulales    | Campanulaceae    | Delissea kauaiensis                     | 2015             |
| 34039    | Tracheophyta    | Magnoliopsida     | Campanulales    | Campanulaceae    | Delissea niihauensis                    | 2015             |
| 79862904 | Tracheophyta    | Magnoliopsida     | Campanulales    | Campanulaceae    | Delissea subcordata                     | 2015             |
| 79863585 | Tracheophyta    | Magnoliopsida     | Campanulales    | Campanulaceae    | Delissea subcordata subsp. obtusifolia  | 2015             |
| 79863526 | Tracheophyta    | Magnoliopsida     | Campanulales    | Campanulaceae    | Delissea subcordata subsp. subcordata   | 2015             |
| 33374    | Tracheophyta    | Magnoliopsida     | Theales         | Dipterocarpaceae | Dipterocarpus cinereus                  | 1998             |
| 35017    | Tracheophyta    | Liliopsida        | Liliales        | Dracaenaceae     | Dracaena umbraculifera                  | 1998             |
| 43920    | Tracheophyta    | Polypodiopsida    | Polypodiales    | Dryopteridaceae  | Dryopteris ascensionis                  | 2012             |
| 33555    | Tracheophyta    | Magnoliopsida     | Euphorbiales    | Euphorbiaceae    | Euphorbia celastroides var. tomentella  | 2003             |
| 162307   | Tracheophyta    | Magnoliopsida     | Scrophulariales | Scrophulariaceae | Euphrasia mendoncae                     | 2013             |
| 37924    | Tracheophyta    | Magnoliopsida     | Asterales       | Compositae       | Fitchia mangarevensis                   | 1998             |
| 31675    | Tracheophyta    | Magnoliopsida     | Sapindales      | Rutaceae         | Galipea ossana                          | 1998             |
| 37958    | Tracheophyta    | Magnoliopsida     | Myrtales        | Myrtaceae        | Gomidesia cambessedeana                 | 1998             |
| 38848    | Tracheophyta    | Magnoliopsida     | Rubiales        | Rubiaceae        | Guettarda retusa                        | 1998             |
| 35092    | Tracheophyta    | Magnoliopsida     | Laurales        | Hernandiaceae    | Hernandia drakeana                      | 1998             |
| 30774    | Tracheophyta    | Magnoliopsida     | Malvales        | Malvaceae        | Hibiscadelphus bombycinus               | 1998             |
| 33556    | Tracheophyta    | Magnoliopsida     | Malvales        | Malvaceae        | Hibiscadelphus crucibracteatus          | 1998             |
| 30397    | Tracheophyta    | Magnoliopsida     | Malvales        | Malvaceae        | Hibiscadelphus wilderianus              | 1998             |
| 33469    | Tracheophyta    | Magnoliopsida     | Theales         | Dipterocarpaceae | Hopea shingkeng                         | 1998             |
| 31176    | Tracheophyta    | Magnoliopsida     | Celastrales     | Aquifoliaceae    | Ilex gardneriana                        | 1998             |
| 33660    | Tracheophyta    | Magnoliopsida     | Celastrales     | Aquifoliaceae    | Ilex ternatiflora                       | 1998             |
| 30777    | Tracheophyta    | Magnoliopsida     | Malvales        | Malvaceae        | Kokia lanceolata                        | 1998             |
| 62798275 | Tracheophyta    | Magnoliopsida     | Capparales      | Cruciferae       | Lepidium amissum                        | 2014             |
| 62798292 | Tracheophyta    | Magnoliopsida     | Capparales      | Cruciferae       | Lepidium obtusatum                      | 2014             |
| 32074    | Tracheophyta    | Magnoliopsida     | Rosales         | Chrysobalanaceae | Licania caldasiana                      | 1998             |
| 62798304 | Tracheophyta    | Magnoliopsida     | Gentianales     | Loganiaceae      | Logania depressa                        | 2014             |
| 33655    | Tracheophyta    | Magnoliopsida     | Ebenales        | Sapotaceae       | Madhuca insignis                        | 1998             |
| 33664    | Tracheophyta    | Magnoliopsida     | Sapindales      | Rutaceae         | Melicope cruciata                       | 1998             |
| 33665    | Tracheophyta    | Magnoliopsida     | Sapindales      | Rutaceae         | Melicope haleakalae                     | 1998             |
| 33673    | Tracheophyta    | Magnoliopsida     | Sapindales      | Rutaceae         | Melicope obovata                        | 1998             |
| 33675    | Tracheophyta    | Magnoliopsida     | Sapindales      | Rutaceae         | Melicope paniculata                     | 1998             |
| 62798327 | Tracheophyta    | Magnoliopsida     | Lamiales        | Boraginaceae     | Myosotis laingii                        | 2014             |
| 33796    | Tracheophyta    | Magnoliopsida     | Myrtales        | Myrtaceae        | Myrcia skeldingii                       | 1998             |
| 37598    | Tracheophyta    | Magnoliopsida     | Rhamnales       | Rhamnaceae       | Nesiota elliptica                       | 2004             |
| 35042    | Tracheophyta    | Magnoliopsida     | Gentianales     | Apocynaceae      | Ochrosia brownii                        | 1998             |
| 35043    | Tracheophyta    | Magnoliopsida     | Gentianales     | Apocynaceae      | Ochrosia fatuhivensis                   | 1998             |
| 35045    | Tracheophyta    | Magnoliopsida     | Gentianales     | Apocynaceae      | Ochrosia tahitensis                     | 1998             |
| 193438   | Tracheophyta    | Liliopsida        | Orchidales      | Orchidaceae      | Oeceoclades seychellarum                | 2011             |
| 43923    | Tracheophyta    | Magnoliopsida     | Rubiales        | Rubiaceae        | Oldenlandia adscensionis                | 2012             |
| 32433    | Tracheophyta    | Magnoliopsida     | Fabales         | Leguminosae      | Ormosia howii                           | 1998             |
| 32434    | Tracheophyta    | Magnoliopsida     | Sapindales      | Sapindaceae      | Otophora unilocularis                   | 1998             |
| 36157    | Tracheophyta    | Magnoliopsida     | Rubiales        | Rubiaceae        | Pausinystalia brachythyrsum             | 1998             |
| 44850    | Tracheophyta    | Magnoliopsida     | Asterales       | Compositae       | Pluchea glutinosa                       | 2004             |
| 35903    | Tracheophyta    | Magnoliopsida     | Ebenales        | Sapotaceae       | Pouteria stenophylla                    | 1998             |
| 35913    | Tracheophyta    | Magnoliopsida     | Ebenales        | Sapotaceae       | Pradosia argentea                       | 1998             |
| 35920    | Tracheophyta    | Magnoliopsida     | Ebenales        | Sapotaceae       | Pradosia glaziovii                      | 1998             |
| 35926    | Tracheophyta    | Magnoliopsida     | Ebenales        | Sapotaceae       | Pradosia mutisii                        | 1998             |
| 44867    | Tracheophyta    | Magnoliopsida     | Asterales       | Compositae       | Psiadia schweinfurthii                  | 2004             |
| 37904    | Tracheophyta    | Magnoliopsida     | Myrtales        | Myrtaceae        | Psidium dumetorum                       | 1998             |
| 35044    | Tracheophyta    | Magnoliopsida     | Gentianales     | Apocynaceae      | Rauvolfia nukuhivensis                  | 1998             |
| 36021    | Tracheophyta    | Magnoliopsida     | Violales        | Flacourtiaceae   | Ryania speciosa var. mutisii            | 1998             |
| 30406    | Tracheophyta    | Magnoliopsida     | Santalales      | Santalaceae      | Santalum fernandezianum                 | 1998             |
| 31917    | Tracheophyta    | Magnoliopsida     | Theales         | Dipterocarpaceae | Shorea cuspidata                        | 1998             |
| 61503076 | Tracheophyta    | Magnoliopsida     | Cucurbitales    | Cucurbitaceae    | Sicyos villosus                         | 2014             |
| 43927    | Tracheophyta    | Liliopsida        | Cyperales       | Gramineae        | Sporobolus durus                        | 2012             |
| 62798337 | Tracheophyta    | Magnoliopsida     | Caryophyllales  | Caryophyllaceae  | Stellaria elatinoides                   | 2014             |
| 31011    | Tracheophyta    | Magnoliopsida     | Proteales       | Proteaceae       | Stenocarpus dumbeensis                  | 1998             |
| 32923    | Tracheophyta    | Magnoliopsida     | Malvales        | Sterculiaceae    | Sterculia khasiana                      | 1998             |
| 30393    | Tracheophyta    | Magnoliopsida     | Fabales         | Leguminosae      | Streblorrhiza speciosa                  | 1998             |
| 62798347 | Tracheophyta    | Magnoliopsida     | Santalales      | Loranthaceae     | Trilepidea adamsii                      | 2014             |
| 30561    | Tracheophyta    | Magnoliopsida     | Malvales        | Sterculiaceae    | Trochetiopsis melanoxylon               | 1998             |
| 45081    | Tracheophyta    | Magnoliopsida     | Dipsacales      | Valerianaceae    | Valerianella affinis                    | 2004             |
| 191546   | Tracheophyta    | Magnoliopsida     | Asterales       | Compositae       | Vernonia sechellensis                   | 2011             |
| 165210   | Tracheophyta    | Magnoliopsida     | Violales        | Violaceae        | Viola cryana                            | 2013             |
| 31036    | Tracheophyta    | Magnoliopsida     | Rosales         | Cunoniaceae      | Weinmannia spiraeoides                  | 1998             |
| 31213    | Tracheophyta    | Magnoliopsida     | Rubiales        | Rubiaceae        | Wendlandia angustifolia                 | 1998             |
| 30971    | Tracheophyta    | Magnoliopsida     | Myrtales        | Thymelaeaceae    | Wikstroemia skottsbergiana              | 1998             |
| 30972    | Tracheophyta    | Magnoliopsida     | Myrtales        | Thymelaeaceae    | Wikstroemia villosa                     | 1998             |
| 31311    | Tracheophyta    | Magnoliopsida     | Myrtales        | Myrtaceae        | Xanthostemon sebertii                   | 1998             |